# Prorosyjski separatyzm na Ukrainie
Prorosyjski separatyzm na Ukrainie – szereg działań nieregularnych i wojna podjazdowa o charakterze społecznym, politycznym i militarnym prowadzonych przez Rosję od 2014 we wschodniej i południowej części Ukrainy, będące pokłosiem reakcji Rosji na zmiany polityczne na Ukrainie w wyniku rewolucji Euromajdanu i odsunięcia od władzy prezydenta Ukrainy Wiktora Janukowycza z prorosyjskiej Partii Regionów. Oprócz sił zbrojnych Federacji Rosyjskiej działania wojskowe prowadzone są przez uzbrojone grupy, które występowały na tak zwanych antymajdanach przeciwko władzom centralnym w Kijowie po 22 lutego 2014. W wyniku działań Rosji w okresie luty–marzec 2014 została anektowana Autonomiczna Republika Krymu wraz z miastem wydzielonym Sewastopol.
Na obszarze wschodniej Ukrainy opanowanym przez prorosyjskich separatystów powołano samozwańcze „republiki ludowe” – doniecką oraz ługańską.

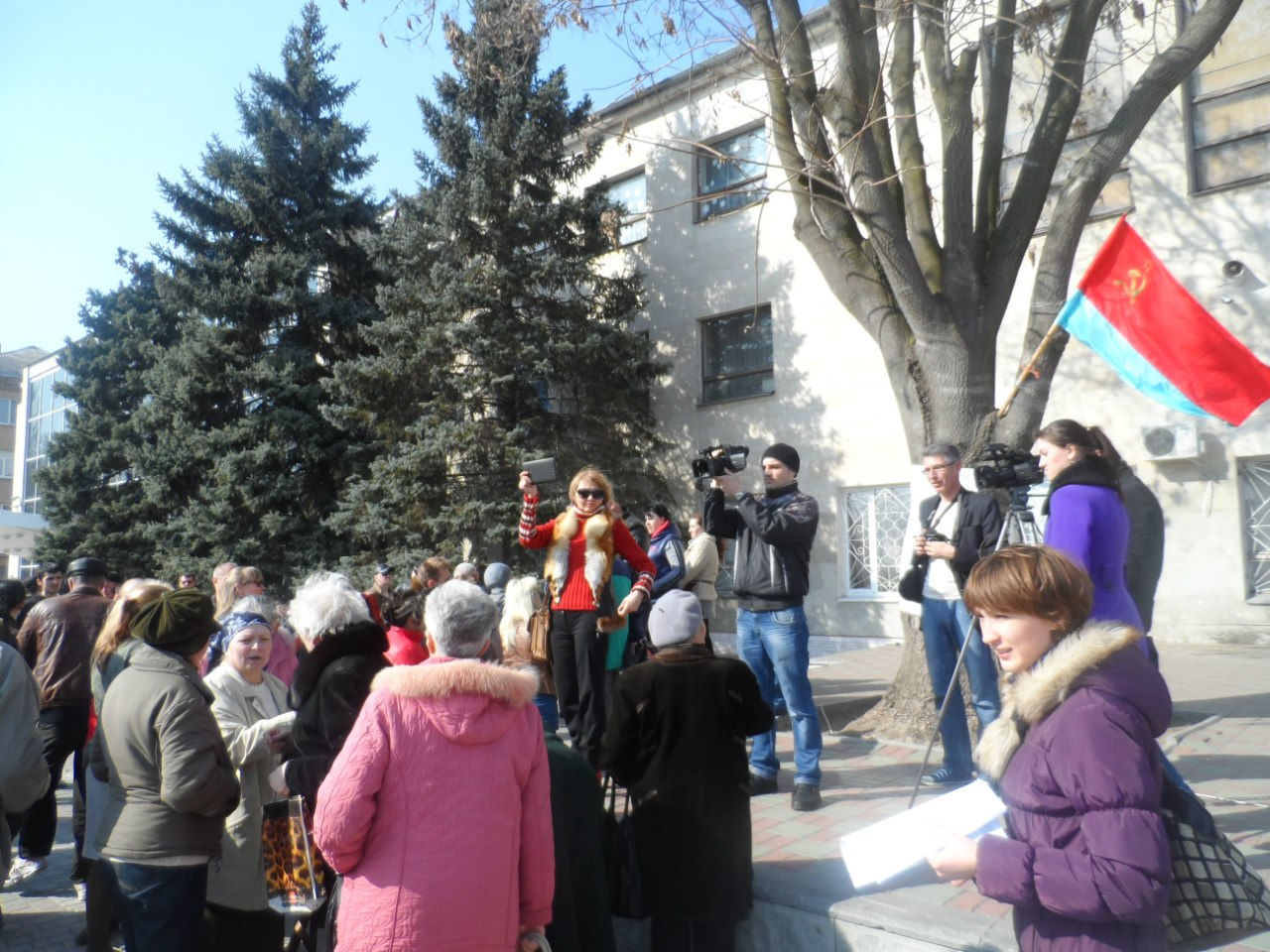
Melitopol

## Tło
Tendencje separatystyczne na wschodzie i południu Ukrainy są następstwem rewolucji z lutego 2014, zwanej Euromajdanem, która odsunęła od władzy prezydenta Wiktora Janukowycza. Przyczyną wybuchu masowych antyrządowych protestów na Ukrainie, które przerodziły się na ulicach Kijowa w rewolucję, było odłożenie podpisania umowy stowarzyszeniowej z Unią Europejską przez prezydenta Wiktora Janukowycza. Wobec tego zachodnia i centralna Ukraina zbuntowała się przeciwko władzy nastawionej prorosyjsko Partii Regionów.
Oprócz wybuchu separatystycznych tendencji na wschodzie i południu Ukrainy najważniejszymi skutkami przewrotu w Kijowie było rozpisanie przedterminowych wyborów prezydenckich na 25 maja 2014, powrót do konstytucji z 2004, uwolnienie z kolonii karnej byłej premier Julii Tymoszenko oraz podpisanie części politycznej umowy stowarzyszeniowej z Unią Europejską przez premiera Jaceniuka 21 marca 2014.
Do roku 2012 w całej Ukrainie z wyjątkiem Krymu jedynym językiem urzędowym był język ukraiński. Natychmiast po obaleniu Janukowycza Rada Najwyższa Ukrainy uchwaliła ustawę uchylającą prawo o językach regionalnych z 2012 (tzw. ustawę Kołesniczenki). Choć ustawa uchylająca została zawetowana przez p.o. prezydenta Ołeksandra Turczynowa i nie weszła w życie, jej uchwalenie wywołało kontrowersje u stronników prorosyjskiej polityki i zaostrzyło sytuację. Przeciwnicy rewolucji na Majdanie odebrali to jako manifestację upokorzenia przez nowych przywódców kraju, pozbawienie ich podstawowych praw oraz zapowiedź dalszych represji ze strony „banderowskich” – jak uważali – nowych władz kraju.
Po ucieczce prezydenta z Kijowa i odsunięciu go przez parlament z urzędu w dniu 22 lutego 2014, narosło niezadowolenie zwolenników Janukowycza. Jego elektorat zamieszkiwał głównie południowo-wschodnie części kraju. Po powstaniu nowego rządu z Arsenijem Jaceniukiem i p.o. prezydenta Ołeksandrem Turczynowem na czele doszło do zamieszek, o charakterze prorosyjskim i separatystycznym. Początkowo najbardziej gwałtowny przebieg tych wydarzeń miał miejsce na Krymie, gdzie rosyjskojęzyczne grupy zaczęły manifestować swoją odrębność od reszty Ukrainy. Pojawiły się tendencje separatystyczne, w tym chęć przyłączenia Krymu do Rosji.

## Aneksja Krymu przez Rosję
Nastroje separatystyczne ujawniły się podczas demonstracji w Kerczu i Sewastopolu zaraz po obaleniu Janukowycza. W pierwszym z tych miast przed budynkiem władz miejskich ściągnięto flagę ukraińską, a wywieszono flagę rosyjską. Wadym Kołesniczenko, deputowany rządzącej do niedawna Partii Regionów obalonego prezydenta Wiktora Janukowycza, stwierdził, że Sewastopol będzie się zbroił i bronił przed „faszystami”, którymi według niego były nowe władze ukraińskie.
Możliwa groźba destabilizacji sytuacji na Krymie spowodowała, że stacjonująca w Sewastopolu rosyjska Flota Czarnomorska została 25 lutego 2014 postawiona w stan podwyższonej gotowości bojowej. 26 lutego 2014 w Jałcie pojawili się rosyjscy żołnierze, a przed budynkiem krymskiego parlamentu w Symferopolu doszło do dwóch demonstracji, zarówno zwolenników, jak i przeciwników nowej władzy w Kijowie. Rano 27 lutego 2014 uzbrojeni ludzie zajęli w Symferopolu budynki parlamentu i rządu Republiki Autonomicznej Krymu, po czym wywiesili flagę rosyjską. Po opanowaniu siedziby parlamentu krymskiego przegłosowano projekt organizacji referendum dotyczącego statusu Krymu. Zostało ono zaplanowane na 25 maja 2014, jednak wkrótce termin ten przesunięto na 30 marca 2014.
28 lutego 2014 rosyjscy żołnierze bez dystynkcji państwowych opanowali wojskowe lotnisko Belbek w Sewastopolu. Minister spraw wewnętrznych Ukrainy Arsen Awakow ocenił, że to „zbrojna interwencja i okupacja”. Wcześniej, nad ranem, grupa uzbrojonych żołnierzy bez żadnych znaków rozpoznawczych na mundurach, opanowała Port lotniczy Symferopol. Napastnicy zajęli całe lotnisko oraz patrolowali teren wokół niego. Tego samego dnia w przestrzeni powietrznej Krymu zauważono rosyjskie śmigłowce wojskowe.
1 marca 2014 Władimir Putin zażądał od Rady Federacji zgody na wysłanie wojsk na Ukrainę. Takiej zgody prezydent Rosji nie potrzebował, ponieważ w roku 2009 ówczesny prezydent Dmitrij Miedwiediew otrzymał od Rady Federacji „bezterminowe prawo na operacyjne wykorzystanie sił zbrojnych za granicą”, zatem wystąpienie Władimira Putina o zgodę na wysłanie wojsk na Ukrainę było wyłącznie elementem kampanii medialnej. Rada Federacji jednogłośnie przyjęła wniosek prezydenta w sprawie wydania zgody na użycie rosyjskich sił zbrojnych na terytorium Ukrainy.

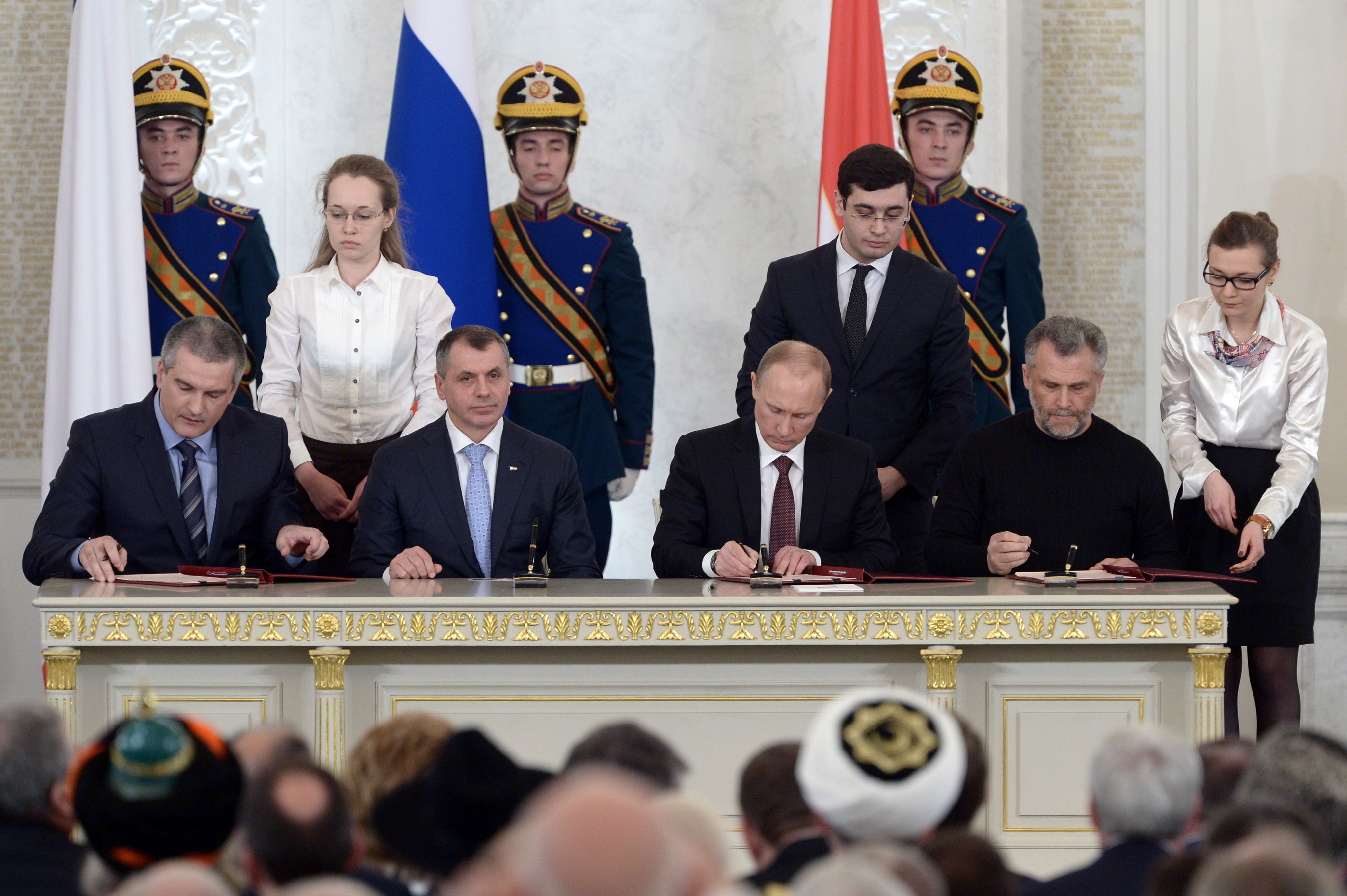
Władimir Putin, Władimir Konstantinow, Siergiej Aksionow i Aleksiej Czały podpisują traktat o włączeniu Krymu i Sewastopola do Rosji, 18 marca 2014

6 marca 2014 nastąpiło kolejne przyspieszenie daty referendum na Krymie, zostało wyznaczone na dzień 16 marca 2014. 11 marca 2014 połączone zgromadzenie radnych Rady Najwyższej Republiki Autonomicznej Krymu i Rady Miejskiej Sewastopola przyjęło deklarację niepodległości Republiki Krymu. W deklaracji powołano się wprost na przypadek Kosowa i wyrok z 22 lipca 2010, w którym Międzynarodowy Trybunał Sprawiedliwości uznał, że jednostronna deklaracja niepodległości Kosowa nie narusza prawa międzynarodowego. 16 marca 2014 na Krymie odbyło się referendum dotyczące statusu Republiki Autonomicznej Krymu. Według danych (kwestionowanych) podawanych przez organizatorów głosowania za przyłączeniem Krymu z Sewastopolem do Rosji zagłosowało 96,57% uczestników przy frekwencji 84%. W samym Sewastopolu za ponownym zjednoczeniem Krymu z Rosją na prawach podmiotu FR głosowało 95,60% głosujących. Według wyników ogłoszonych przez Radę Najwyższą Krymu w Sewastopolu głosowało 474,137 obywateli przy liczbie zameldowanych wynoszącej 383,499 co oznacza że frekwencja podczas głosowania wyniosła 123%. W referendum mógł brać udział każdy, kto w dniu referendum był zameldowany na Krymie. W referendum nie uczestniczyli żadni zewnętrzni obserwatorzy, którzy mogliby potwierdzić rzeczywisty przebieg głosowania. W związku z tym 17 marca 2014 Rada Najwyższa Republiki Autonomicznej Krymu przyjęła postanowienie o niepodległości Krymu. Suwerenność Republiki jeszcze tego samego dnia uznała Rosja, w efekcie czego dzień później podpisano umowę między Rosją a Republiką Krymu i miastem wydzielonym Sewastopol o włączeniu Krymu do Rosji jako nowe podmioty federacji. Umowa ta weszła w życie z dniem ratyfikacji, co nastąpiło 21 marca 2014 po złożeniu podpisów przez prezydenta Federacji Rosyjskiej Władimira Putina, przewodniczącego Rady Najwyższej Władimira Konstantinowa, premiera Republiki Krymu Siergieja Aksionowa oraz mera Sewastopola Aleksieja Czałego.

## Wiece prorosyjskie i działania przeciwko rządowi Arsenija Jaceniuka
W czasie niepokojów na Krymie wiece przeciwko nowym władzom w Kijowie organizowano we wschodnich obwodach Ukrainy. 22 lutego 2014 w Charkowie odbył się wiec prorosyjskiej organizacji „Front Ukraiński”. Zgromadzeni zadeklarowali wzięcie odpowiedzialności za ochronę porządku konstytucyjnego na terytorium południowo-wschodniej Ukrainy. Twierdzili, że wydarzenia w Kijowie doprowadziły do paraliżu władzy centralnej i destabilizacji w kraju. Organizatorzy wiecu opowiadali się za wprowadzeniem federacji z półautonomicznymi regionami na Ukrainie. Głównymi przedstawicielami tej propozycji byli gubernator obwodu charkowskiego Mychajło Dobkin oraz mer Charkowa – Hennadij Kernes. W wyniku tego Służba Bezpieczeństwa Ukrainy wszczęła postępowanie przeciwko politykom, oskarżając ich o podsycanie nastrojów separatystycznych. Dzień później w Charkowie odbyły się zgromadzenia osób popierających Euromajdan oraz przeciwników nowego porządku.

Flaga Charkowskiej Republiki Ludowej

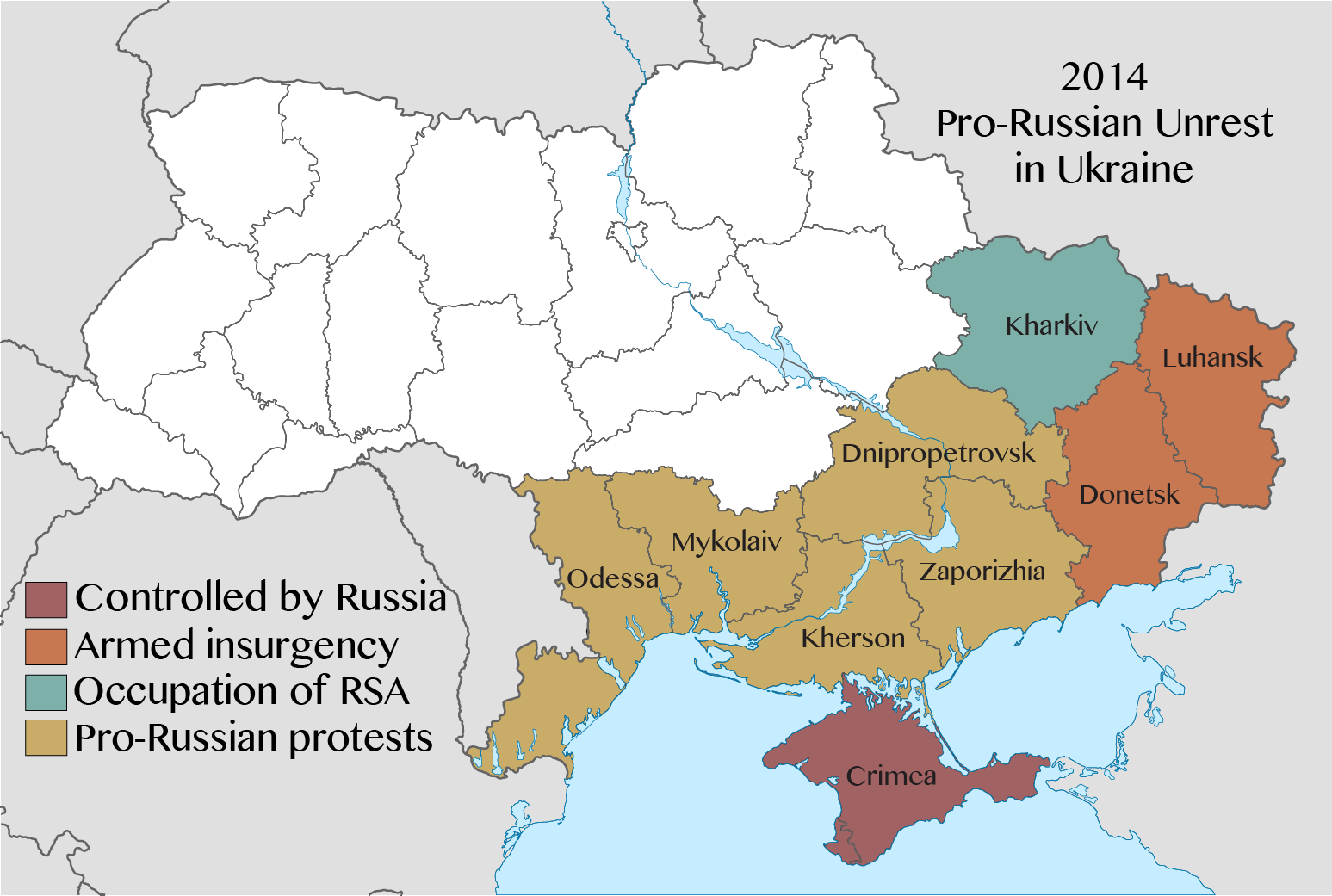
Mapa obwodów Ukrainy, w których występują tendencje separatystyczne

W kolejnych dniach doszło do prorosyjskich protestów w Charkowie, Dniepropietrowsku, Doniecku, Chersoniu, Odessie, Mikołajowie. Duże wiece odbyły się w Charkowie i Doniecku 1 marca 2014, kiedy to odpowiednio 5 tys. i 10 tys. ludzi protestowało „w obronie miasta i całego południowego wschodu Ukrainy”. W Charkowie prorosyjscy aktywiści próbowali przejąć budynek rządowej administracji, na którym zawieszono rosyjską flagę. Z kolei w Doniecku popierano „aspiracje Krymu przyłączenia się do Rosji” oraz potępiono „przewrót w Kijowie”. Uznano również Janukowycza za prawowitego prezydenta Ukrainy. 3 marca 2014 w Doniecku prorosyjscy demonstranci wdarli się do budynku regionalnej administracji. Do podobnego szturmu doszło także w Odessie.
5 marca 2014 prorosyjscy aktywiści zostali wyprowadzeni przez milicję z donieckiego budynku administracji centralnej. Mimo tego wkrótce demonstranci ponownie opanowali obiekt. Ostatecznie rano 6 marca 2014 siedziba została odbita przez ukraińskie siły porządkowe. Lider prorosyjskich aktywistów, samozwańczy gubernator Pawieł Gubariew został zatrzymany przez SBU. Dzień wcześniej w Doniecku doszło do bójki między uczestnikami proukraińskiej i prorosyjskiej demonstracji. 9 marca 2014 demonstranci wdarli się do budynku administracji regionalnej w Ługańsku, zdejmując ukraińską i wywieszając rosyjską flagę. Protestujący ludzie domagali się od władz przeprowadzenia referendum w sprawie włączenia obwodu do Rosji. Tego samego dnia doszło do 10-tysięcznej demonstracji w Doniecku. Władze miasta potępiły pomysły dotyczące przeprowadzenia referendum w sprawie statusu obwodu donieckiego.
10 marca 2014 prokuratura ukraińska zatrzymała Mychajła Dobkina, byłego gubernatora obwodu charkowskiego, który po odwołaniu prezydenta Wiktora Janukowycza wraz z Hennadijem Kernesem uciekł do Rosji. Jednak obaj stronnicy Janukowycza powrócili do kraju po wybuchu kryzysu krymskiego, co umożliwiło ich ściganie. W kolejnych dniach zatrzymano również Kernesa. Wobec obu polityków zasądzono areszty domowe. Premier Arsenij Jaceniuk oskarżył Rosjan o destabilizację sytuacji w Doniecku. Dodał, że władze centralne kontrolują sytuację w Doniecku oraz przywróciły porządek w Ługańsku. Aresztowano przywódcę ruchu separatystycznego z Ługańska – Arsena Klinczajewa. Ponadto w Doniecku zatrzymano kilku pracowników rosyjskiego wywiadu GRU. Szef Służby Bezpieczeństwa Ukrainy, Wałentyn Naływajczenko, powiedział, że istniały bezpośrednie dowody na organizowanie prowokacji na Ukrainie przez żołnierzy GRU. Tymczasem Rosjanie oskarżyli Kijów o korzystanie z usług prywatnej amerykańskiej firmy wojskowej Academi (dawniej Blackwater). Na dowód ukazano dwa filmy wideo z Doniecka, umieszczone na serwisie YouTube, na których występują uzbrojeni ludzie bez dystynkcji na mundurach. Zgromadzony wokół tłum wykrzykiwał „Blackwater!, Blackwater!”. Informacja ta nie została zweryfikowana przez niezależne media.
Wieczorem 13 marca 2014 w Doniecku na placu Lenina doszło do starcia prorosyjskich demonstrantów ze zwolennikami nowego rządu w Kijowie. Według będących na miejscu dziennikarzy, obie demonstracje były zabezpieczane przez milicję, jednak podczas gdy wiec proukraiński zaczął się rozchodzić, tituszki atakowali zwolenników rządowych. Wówczas do odwetu przystąpili aktywiści „prawego sektora”. Interweniująca milicja została obrzucona płytami chodnikowymi i kostką brukową. Podczas walk śmiertelnie ugodzony nożem został zwolennik rządu w Kijowie. Późnym wieczorem 14 marca 2014 w Charkowie grupa nacjonalistów prawego sektora zaatakowała uczestników mitingu Antymajdanu. W wyniku strzelaniny zginęły dwie osoby. Pięć osób zostało rannych, a 40 zatrzymano.

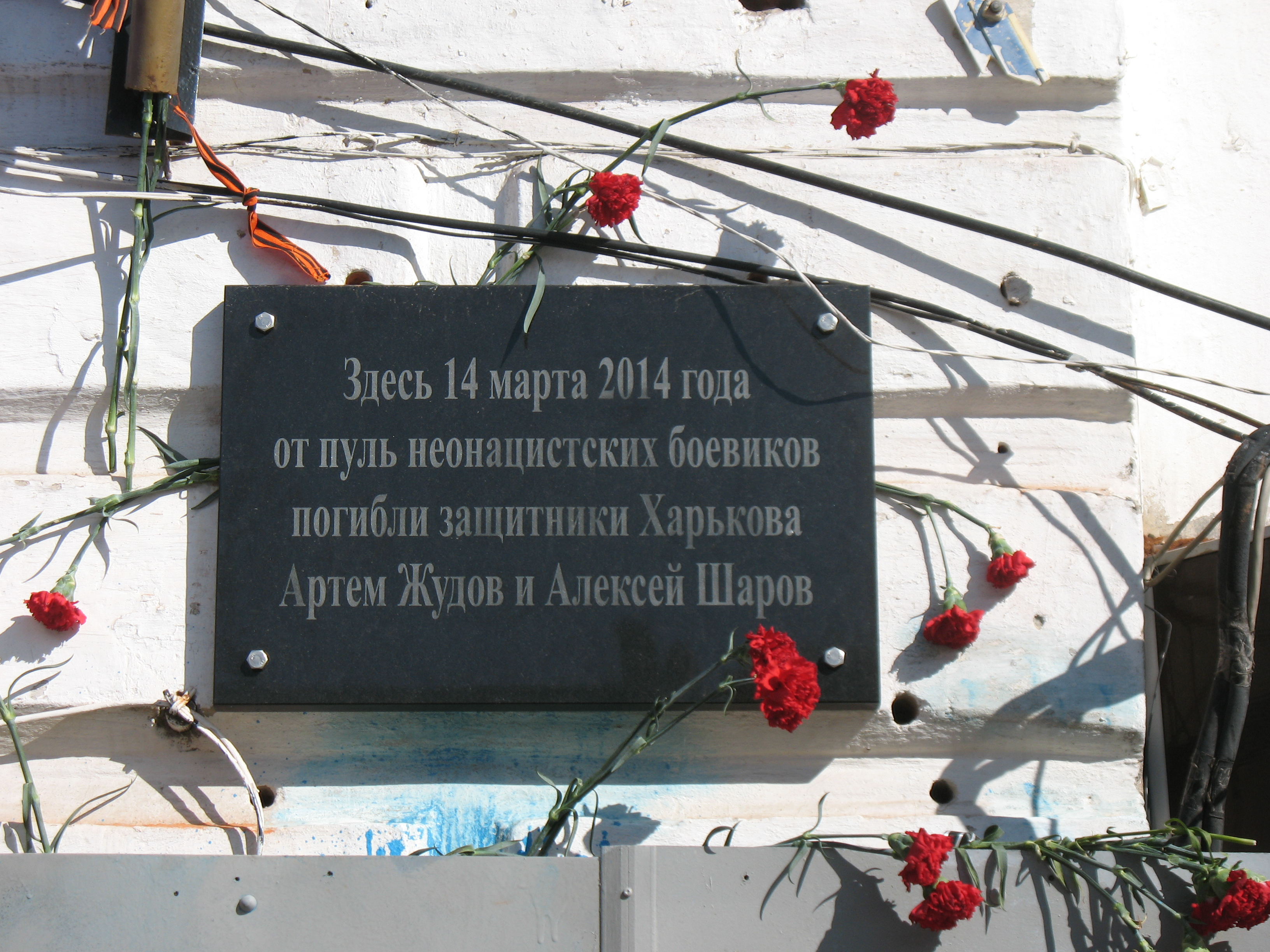
Charków. Tablica pamiątkowa w miejscu zastrzelenia przez Prawy Sektor dwóch nieuzbrojonych mieszkańców miasta.

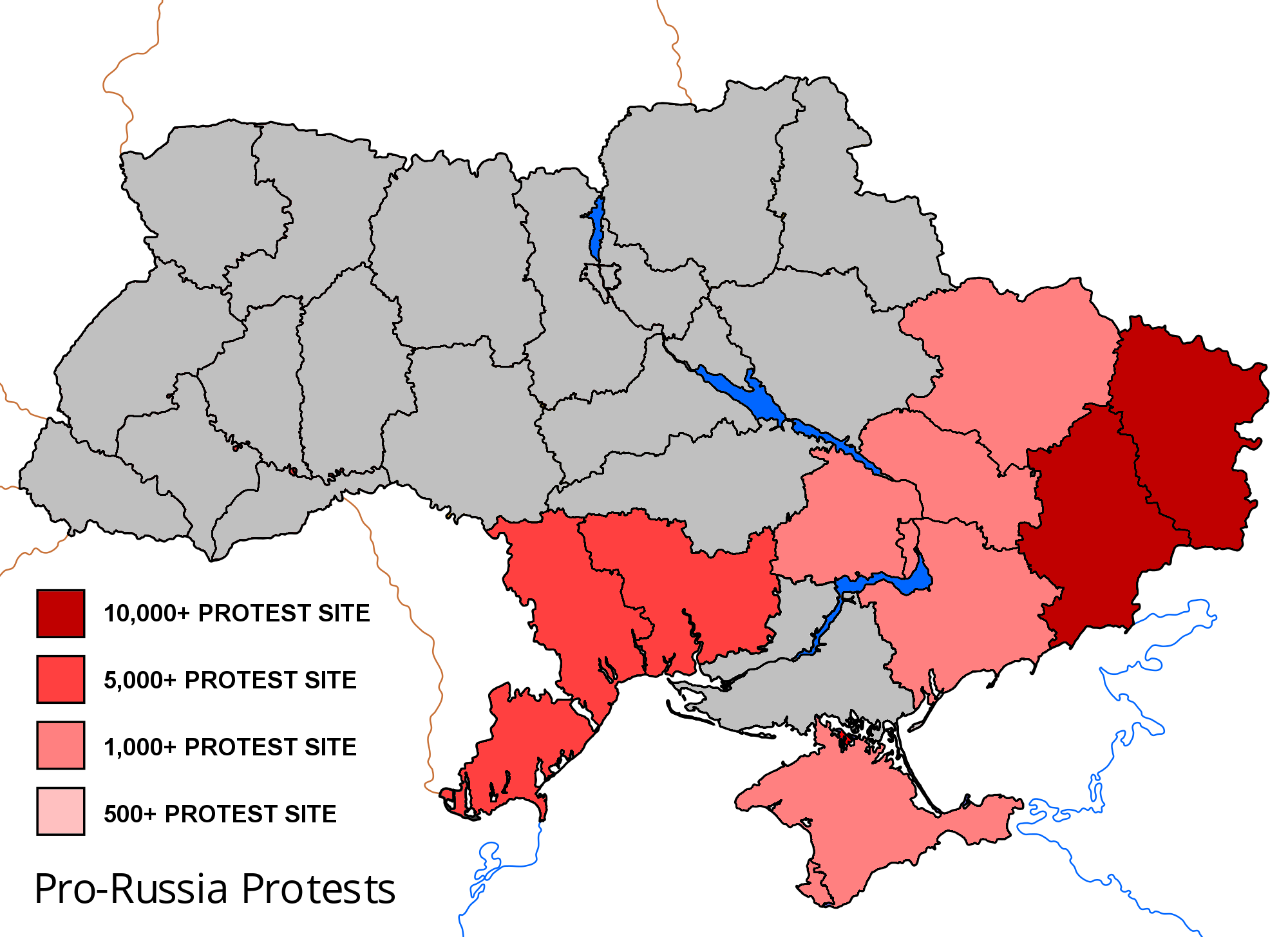
Obwody, w których miały miejsce wiece prorosyjskie

15 marca 2014 10 tysięcy osób przemaszerowało z placu Lenina pod siedzibę Służby Bezpieczeństwa Ukrainy w Doniecku, domagając się uwolnienia Pawła Gubariewa, lidera Antymajdanu. Protestujący domagali się również przeprowadzenia plebiscytu dotyczącego statusu Donbasu. W dniu plebiscytu na Krymie prorosyjskie wiece odbyły się w Doniecku, Charkowie, Ługańsku, Dniepropietrowsku, Odessie i Mikołajowie. W Doniecku doszło do szturmu na siedzibę SBU. W Charkowie protestujący przeszli pod konsulat Polski, demonstrując sprzeciw przeciwko polityce Zachodu wobec Ukrainy. W Ługańsku i Mikołajowie na placach centralnych przeprowadzono improwizowane plebiscyty w sprawie ustanowienia Noworosji w ramach federalizacji Ukrainy.
17 marca 2014 w Odessie aresztowano Antona Dawydczenkę, lidera „Jedności Młodzieży”, która organizowała większość wieców poparcia dla Rosji, za „naruszanie integralności terytorialnej Ukrainy i zdradę”. Następnie jego zwolennicy pikietowali pod siedzibą SBU w Odessie. Dzień później w Mariupolu, manifestanci z rosyjskimi flagami, zaatakowali Radę Miejską, domagając się od mera przeprowadzenia referendum w sprawie statusu obwodu donieckiego.
19 marca 2014 Andrij Parubij sekretarz Rady Bezpieczeństwa Narodowego i Obrony, ogłosił nakaz wprowadzenia wiz dla obywateli Rosji, by ograniczyć napływ Rosjan biorących udział w manifestacjach w miastach wschodniej Ukrainy. Parubij ogłosił ponadto, że Ukraina postawiła swoje siły zbrojne w stan pełnej gotowości bojowej. 20 marca 2014 przed Radą Obwodową w Charkowie odbyła się pikieta, podczas której domagano się rozpisania referendum dotyczącego przystąpienia do Unii Celnej Białorusi, Kazachstanu i Rosji.
22 marca 2014 wiece miały miejsce w Chersoniu, Doniecku, Ługańsku i Charkowie. W pierwszym z tych miast zwolennicy Partii Komunistycznej opowiadali się za federalizacją Ukrainy, naprzeciw nim wyszedł marsz proukraiński. W Doniecku dwutysięczny tłum skandował separatystyczne hasła, podobnie jak w Ługańsku, gdzie zgromadziło się tysiąc osób. Z kolei w Charkowie domagano się rozbrojenia członków Prawego Sektora. Kolejnego dnia 3–4 tys. osób w „antyfaszystowskim” proteście domagało się wypuszczenia Dawydczenki, skazanego na dwa miesiące więzienia. Z kolei w Charkowie 3 tys. osób domagało się zawieszenia planowanych wyborów prezydenckich na 25 maja 2014 i w zamian przeprowadzenia referendum. Ponadto postulowano zakazać działalności organizacjom faszystowskim oraz uznania podpisania części umowy stowarzyszeniowej z Unią Europejską (co miało miejsce 21 marca 2014) za nielegalne. Proukraiński protest w Charkowie odbył się 25 marca 2014, kiedy to 2 tys. ludzi skandowało „Nie dla separatyzmu!” oraz „Dla zjednoczonej Ukrainy razem z Krymem”. Trzy dni później służby bezpieczeństwa umieściły w areszcie domowym aktywistę charkowskiego Antymajdanu – Ihnata Kromskiego.
29 marca 2014 tysiąc zwolenników rosyjskich opowiadało się w Doniecku za federalizacją Ukrainy. Mer miasta, Ołeksandr Łukjanczenko, stwierdził, że przyłączenie Krymu do Rosji „zabiło istotę federalizacji”. Kolejne prorosyjskie wiece w miastach wschodniej Ukrainy zorganizowano 30 marca 2014. W Doniecku zgromadziło się tysiąc osób, którzy nieśli transparenty na których widniały napisy uznające Wiktora Janukowycza za prawowitego prezydenta Ukrainy. W Ługańsku zebrało się 500 osób, z kolei w Charkowie odbył się 1,5-tysięczny pochód Partii Komunistycznej na którym padały antyunijne i antyfaszystowskie hasła. Jednocześnie odbył się również pochód kibiców „Metalista” Charków i „Szachtara” Donieck, opowiadających się za jednością Ukrainy. Pochody miały również miejsce w Odessie i Dniepropietrowsku.
2 maja 2014 w Odessie odbyły się proukraiński pochód sympatyków Euromajdanu i manifestacja aktywistów Antymajdanu, która została zaatakowana przez mężczyznę o nieustalonej tożsamości. Następnie przeciwnicy Majdanu zaatakowali jego zwolenników. W czasie ataku użyto bomb dymnych i granatów hukowych. Do starć przystąpili ukraińscy nacjonaliści i bojownicy Prawego Sektora, którzy obrzucali koktajlami Mołotowa budynek związków zawodowych, w którym zabarykadowali się aktywiści Antymajdanu, kontratakowani uprzednio przez zwolenników władz w Kijowie. Spowodowało to wybuch pożaru. W trakcie walk i pożaru zginęło łącznie 48 osób, w tym 40 aktywistów Antymajdanu, wśród których byli Rosjanie i obywatele separatystycznego Naddniestrza. 214 osób odniosło rany. W związku z wydarzeniami w Odessie, w mieście wprowadzono trzydniową żałobę.

## Wojna w Donbasie

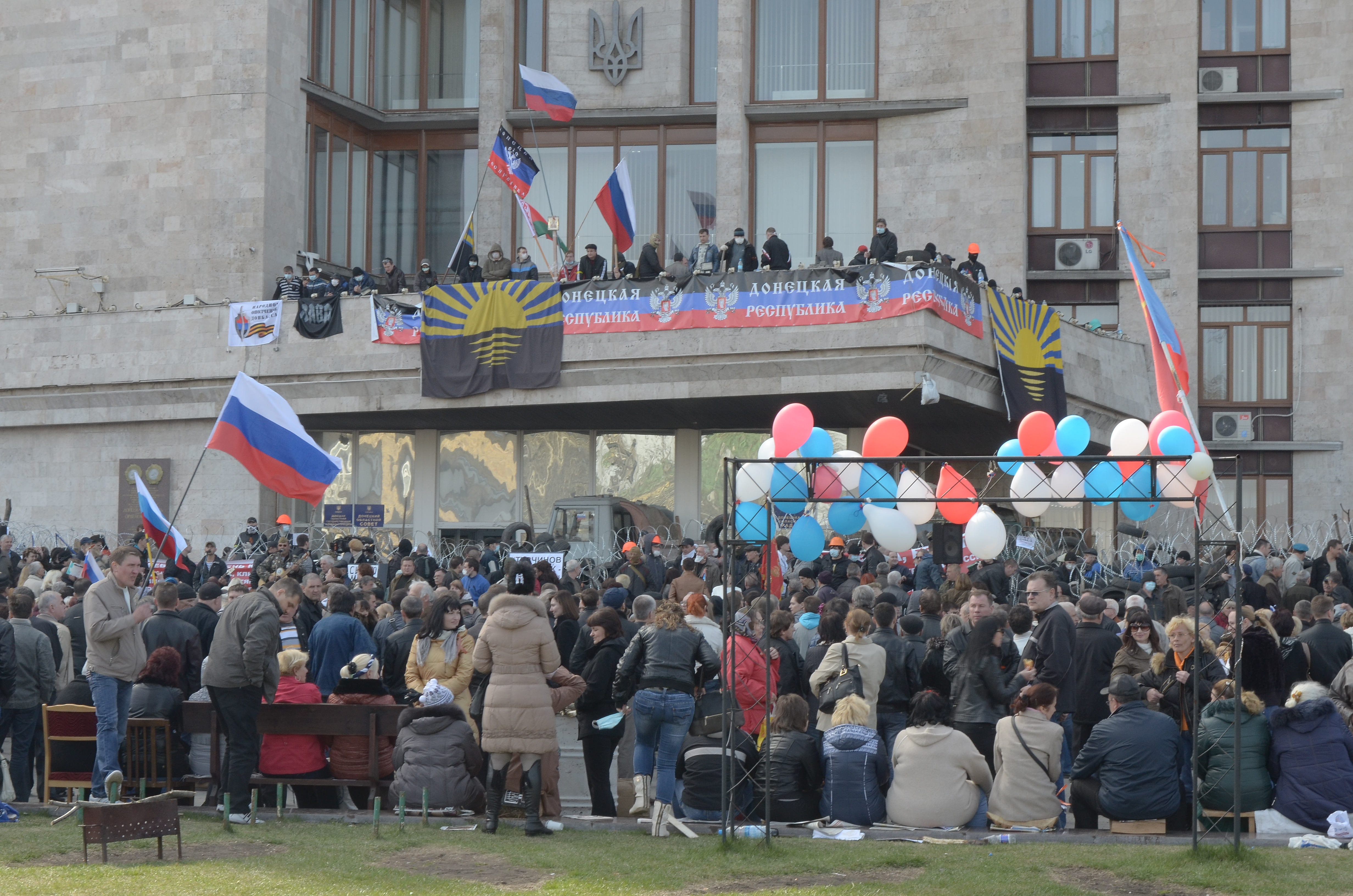
Wiec prorosyjski w Doniecku po proklamowaniu Donieckiej Republiki Ludowej

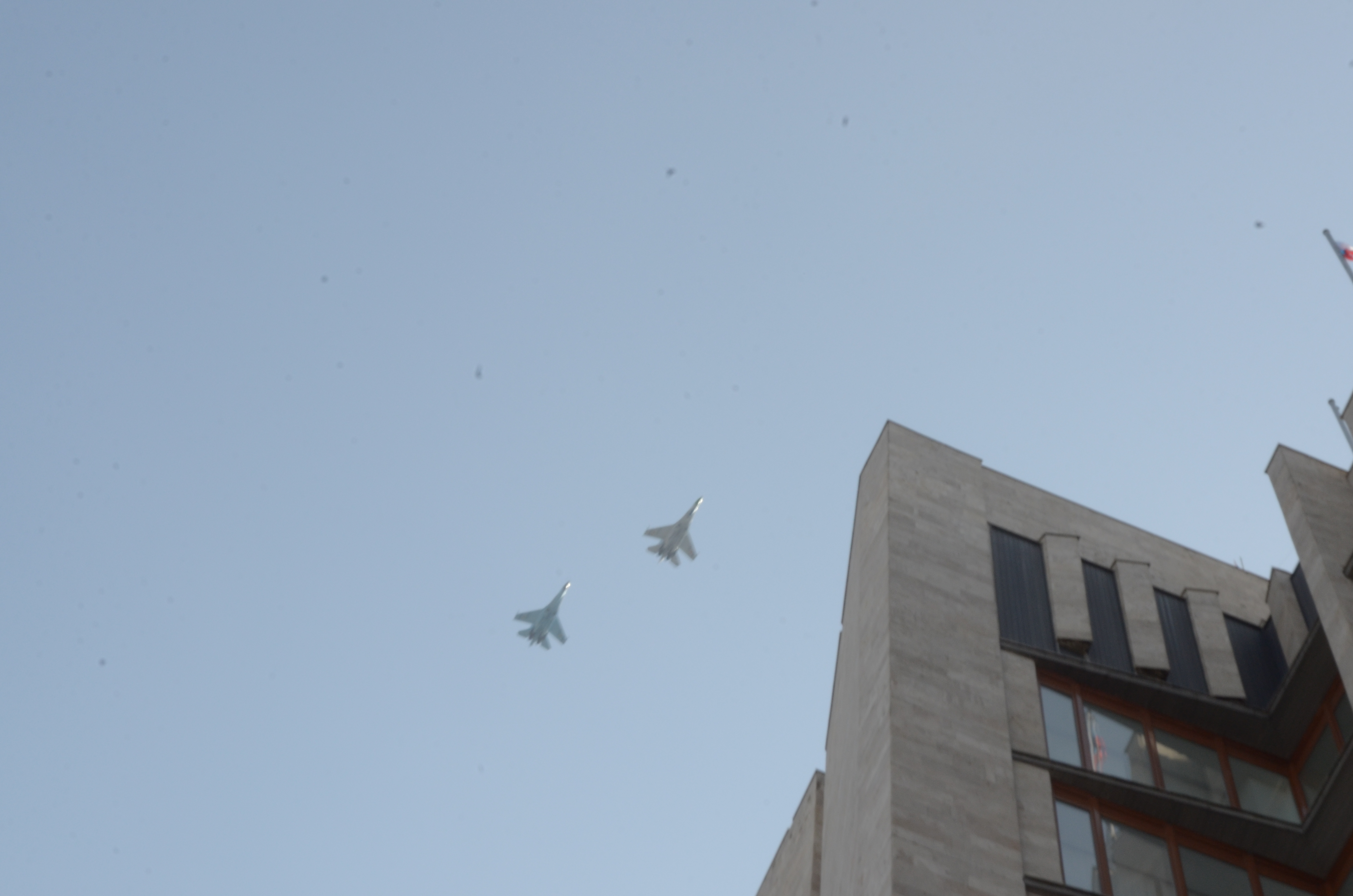
Samoloty Ukraińskich Sił Powietrznych nad okupowanym budynkiem administracji obwodowej w Doniecku

W kwietniu 2014 po aneksji Krymu i eskalacji nastrojów separatystycznych w Donbasie, doszło do wybuchu prorosyjskiej rebelii zmierzającej do oddzielenia od Ukrainy prorosyjskich wschodnich obwodów pod postacią samozwańczych Donieckiej Republiki Ludowej i Ługańskiej Republiki Ludowej. 6 kwietnia 2014 w Doniecku doszło do demonstracji w której udział wzięło około tysiąc ludzi, którzy szturmowali budynek władz obwodowych. Dzień później 7 kwietnia 2014, separatyści zaatakowali budynek Służb Bezpieczeństwa Ukrainy. Napastnicy z organizacji „Ludowa Milicja Donbasu” przejęli budynek. W ciągu dnia separatyści okupujący siedzibę rady obwodowej ogłosili powstanie Donieckiej Republiki Ludowej. Z masztu nad siedzibą władz obwodu zdjęto flagę Ukrainy i zamiast niej powieszono czarno-niebiesko-czerwoną flagę Donieckiej Republiki Ludowej. 9 kwietnia 2014 p.o. prezydenta Ukrainy Ołeksandr Turczynow wydał dekret, w którym polecił objęcie siedziby władz obwodowych w Doniecku ochroną państwową. Tego samego dnia minister spraw wewnętrznych Arsen Awakow dał separatystom 48 godzin na opuszczenie budynku. Po proklamacji samozwańczej Republiki Ludowej w Doniecku, uzbrojeni mężczyźni rozdawali ulotki mieszkańcom, na których widniało postanowienie Donieckiej Republiki Ludowej o wprowadzeniu kartek na produkty żywnościowe, powszechną mobilizację, wprowadzenie podatku od biznesmenów, w wysokości 70 dolarów miesięcznie oraz unieważnienie ukraińskiej akcyzy na alkohol. Osobom, które nie podporządkują się rozporządzeniu zagrożono przesiedleniem i przejęciem mienia.
6 kwietnia 2014 prorosyjscy demonstranci wkroczyli także do budynku Służby Bezpieczeństwa w Ługańsku. Podczas szturmu użyto granatów dymnych, a przed budynkiem eksplodowały race. W trakcie walk rannych zostało dziewięć osób. Separatyści przejęli również znajdującą się tam broń. W siedzibie SBU separatyści przetrzymywali 51 osób. Służby Bezpieczeństwa Ukrainy zażądały natychmiastowego uwolnienia zakładników, złożenia broni oraz rozminowania budynku, który był okupowany przez 1500 osób. Nazwali się oni „Armią Południowo-Wschodnią”. Zakładnicy zostali wypuszczeni 9 kwietnia 2014. Tymczasem okupujący budynek SBU dzień wcześniej ogłosili się parlamentem Republiki Ługańskiej. Minister spraw wewnętrznych Arsen Awakow dał 48 godzin na opuszczenie budynku przez separatystów.

Flaga Donieckiej Republiki Ludowej

12 kwietnia 2014 do zamieszek doszło w Kramatorsku, gdzie protestowało tysiąc osób. Między grupą ok. 20 separatystów, którzy zajęli o godz. 20. EET posterunek milicji, a milicją wywiązała się tam strzelanina oraz budynek rady miejskiej.
Do ataków na budynki milicji doszło również w miastach Krasnyj Łyman i Krasnoarmijśk. W Krasnym Łymanie bojowników przegonić mieli mieszkańcy miasta. Z kolei w Artiomowsku separatyści zajęli radę miejską oraz posterunek milicji. Po negocjacjach opuścili drugi z obiektów, jednak nad radą miejską powiewała rosyjska flaga. Podobna sytuacja miała miejsce w Drużkiwce. Z kolei w Słowiańsku zamaskowani bojownicy zajęli posterunek milicji, siedzibę SBU oraz budynek rady miejskiej. Ponadto zniszczono tam wieże telefonii komórkowej.

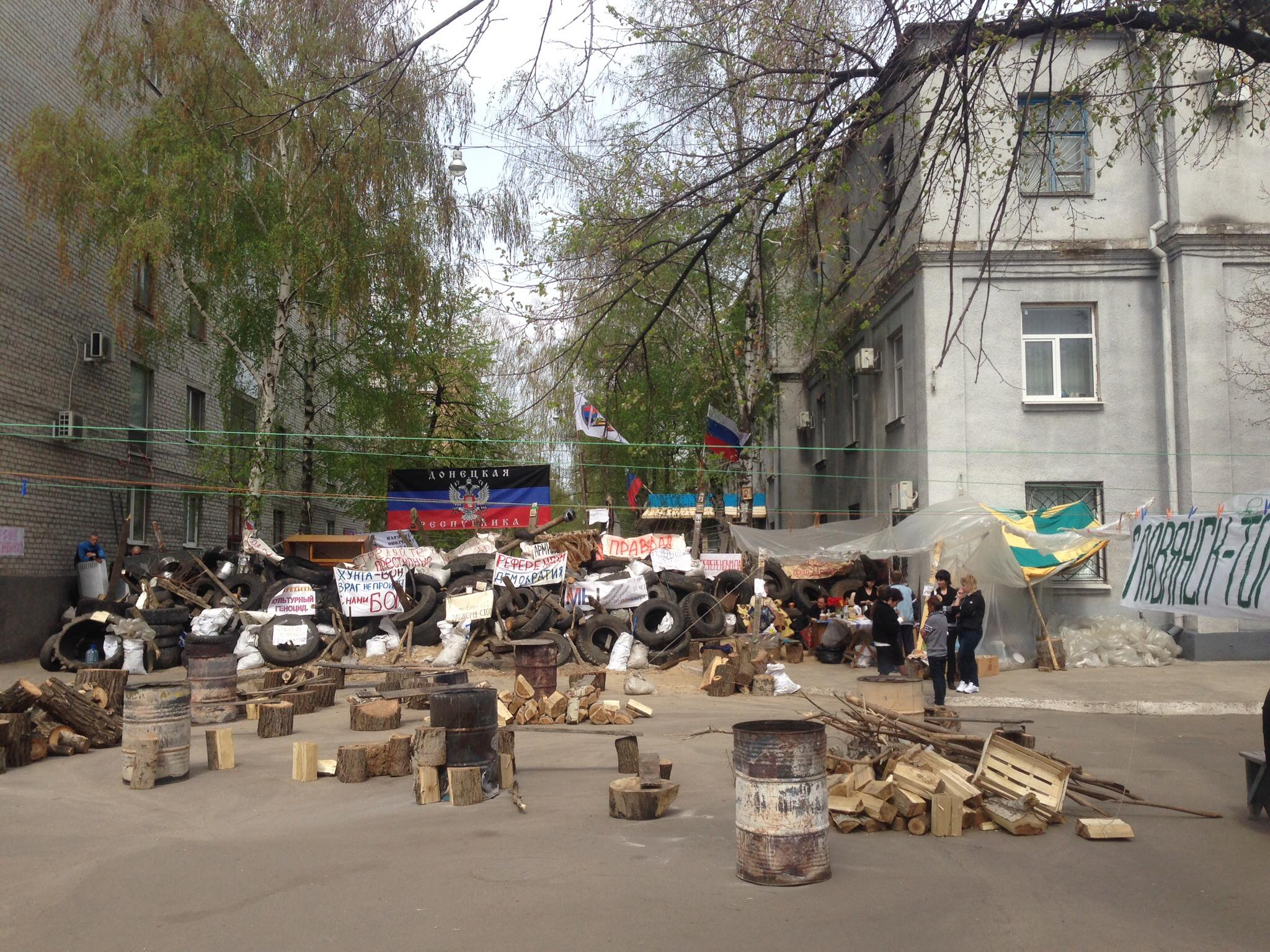
Barykady w Słowiańsku

13 kwietnia 2014 po godz. 9:00 EET ogłoszono początek „operacji antyterrorystycznej” (ATO) wymierzonej w buntowników. Mimo tego 14 kwietnia 2014 separatyści zajęli Gorłówkę. Nad ranem 15 kwietnia 2014 walki rozpoczęły się na przedmieściach Słowiańska. Do miasta zmierzały ukraińskie czołgi oraz ciężki sprzęt wojskowy. Podobna sytuacja miała miejsce pod Kramatorskiem. Według Ołeksandra Turczynowa był to wstęp do „operacji antyterrorystycznej”. Po południu w Kramatorsku z dwóch helikopterów wysadzono desant, po czym odbito bazę lotniczą i same lotnisko. Dowódca specjalnej „operacji antyterrorystycznej” generał Wasyl Krutow, powiedział, że bojownicy którzy się nie poddadzą zostaną zlikwidowani.
Wieczorem 16 kwietnia 2014 w Mariupolu doszło do szturmu na jednostkę ukraińskiej Gwardii Narodowej. W ataku uczestniczyło ok. 300 napastników, którzy zostali pokonani w wyniku kontrataku ukraińskiej jednostki Alfa wchodzącej w skład SBU. Podczas zajść trzech prorosyjskich separatystów zginęło, 13 zostało rannych, a 63 zatrzymano. 18 kwietnia 2014 zgodnie z ustaleniami genewskimi, osiągniętymi dzień wcześniej w trakcie czterostronnych rokowań, SBU wstrzymał „ofensywę antyterrorystyczną” na wschodzie kraju, ogłaszając jednostronne zawieszenie broni na czas świąt wielkanocnych (20–21 kwietnia 2014). Po przerwie wyniku prowadzonej „operacji antyterrorystycznej”, 24 kwietnia 2014, siłom bezpieczeństwa udało się odbić budynek rady miejskiej w Mariupolu. W odpowiedzi na „operację antyterrorystyczną”, Doniecka Republika Ludowa ogłosiła powszechną mobilizację. Separatyści przekazali, że oznacza to „wojnę domową”.
25 kwietnia 2014 w Słowiańsku separatyści uprowadzili autobus z siedmioma obserwatorami OBWE, w skład której wchodziło trzech wojskowych z Niemiec i po jednym z Polski, Czech, Szwecji i Danii. Po akcji separatystów, siły antyterrorystyczne przystąpiły do blokady Słowiańska, odcinając wszystkie drogi dojazdowe do niego. Po południu separatyści oświadczyli, że nie oddadzą miasta zablokowanego przez siły ukraińskie. Władze przystąpiły również do negocjacji, których celem było uwolnienie inspektorów. Dwa dni później porywacze uwolnili chorego na cukrzycę Szweda. Zorganizowano również konferencję prasową na której zapewniono, że porwani mają się dobrze. Przedstawiciel inspektorów, niemiecki pułkownik Axel Schneider powiedział, że obserwatorzy są „gośćmi mera Ponomiarowa”. Negocjacje dotyczące uwolnienia porwanych inspektorów rozpoczęły się 1 maja 2014. Ponomariow zaproponował wymianę obserwatorów, na kilku swoich współpracowników. Separatyści uwolnili przetrzymywanych w Słowiańsku obserwatorów OBWE 3 maja 2014 w trakcie bitwy o Słowiańsk.

Flaga Ługańskiej Republiki Ludowej

27 kwietnia 2014 po południu separatyści z Ługańska ogłosili utworzenie Ługańskiej Republiki Ludowej. Podczas wiecu z udziałem kilkuset osób odczytano „Akt o proklamacji samostanowienia państwowego” i „Deklarację suwerenności Ługańskiej Republiki Ludowej”. Akty odczytał koordynator rady ludowej. 29 kwietnia 2014 rebelianci zajęli radę miejską w Perwomajsku w obwodzie ługańskim. 1 maja 2014 separatyści zajęli budynki administracji państwowej w Antracycie, gdzie wywieszono flagi o barwach pansłowiańskich. W nocy z 7 na 8 maja 2014 około 40 uzbrojonych bojowników zaatakowało punkt graniczny Izwaryne w obwodzie ługańskim. Rosyjscy napastnicy nakazali strażnikom złożyć broń, jednak ci otworzyli ogień. Bojownicy obrzucili posterunek graniczny butelkami z benzyną, jednak wkrótce wycofali się.
2 maja 2014, wojsko ukraińskie dokonało ataku na pozycje rebeliantów w Słowiańsku. Siły bezpieczeństwa przejęły kontrolę nad większą częścią opanowanego przez prorosyjskich separatystów miasta, spychając ich w głąb miasta. Największy opór stawiano w południowo-wschodniej części Słowiańska. W trakcie walk bojownicy zestrzelili dwa śmigłowce Mi-24 i ostrzelali z broni ręcznej maszynę typu Mi-8. Według lokalnych mediów do południa w rękach sił ukraińskich była połowa miasta. Otoczeni przez wojsko bojówkarze, w nocy z 2 na 3 maja 2014, wyrazili chęć negocjacji z władzami w Kijowie. Ministerstwo Obrony postawiło warunek całkowitego wstrzymania „działalności terrorystycznej” i wydania dywersantów, którzy brali bezpośredni udział w ciężkich przestępstwach. Gwałtowne starcia w mieście prowadzono przez cały 3 maja 2014.
7 maja 2014 przed południem Mariupol został opanowany przez siły ukraińskie z pododdziału specjalnego MSW „Azow” oraz 72. Brygady Zmechanizowanej Sił Zbrojnych Ukrainy. W trakcie walk zabito jednego bojownika, a dwóch pojmano. Jednak po trzech godzinach siły bezpieczeństwa wycofały się z pozycji, dzięki czemu rebelianci ponownie na budynku rady miejskiej zawiesili flagę Donieckiej Republiki Ludowej i zajęli ratusz. Kolejny szturm na Mariupol miał miejsce 9 maja 2014. Gwardia Narodowa dokonała ataku na rebeliantów, którzy wcześniej szturmowali siedzibę lokalnej milicji. W ataku uczestniczyli wojskowi ze specnazu „Azow”. W oblężonym budynku zabarykadowali się rebelianci, którzy ostrzeliwali żołnierzy. Tyły wojska zostały zaatakowane przez inną grupę bojowników, która na skrzyżowaniu ulic Lenina i Torhowej przechwyciła transporter opancerzony. W trakcie walk zamknięto ulicę dla transportu i ruchu pieszych. Według władz w Kijowie podczas potyczki śmierć poniosło ok. 20 separatystów i jeden żołnierz, z ośmiu odniosło rany. Przedstawiciele Donieckiej Republiki Ludowej ogłosili śmierć siedmiu bojowników i obrażenia u 39 innych osób. Wieczorem wojsko wycofało się z centrum miasta, obsadzając punkty kontrolne na jego rogatkach. W międzyczasie separatyści podpalili budynek milicji, a naczelnik milicji Wałerij Androszczuk został porwany, jednak dwa dni po walkach uwolniono go.
15 maja 2014 w Mariupolu podpisano porozumienie, na mocy którego separatyści wycofali się z miasta. Stronami ugody, którą zaakceptowali rebelianci było kierownictwo zakładów metalurgicznych Rinata Achmetowa, władze miejskie i reprezentanci organizacji społecznych. Umowa, oprócz wycofania separatystów, przewidywała powołanie patroli złożonych z milicji i pracowników lokalnych zakładów przemysłowych, by przywrócić ład i porządek w mieście, gdyż w mieście dochodziło do częstych grabieży. Od 16 maja 2014 ulice miasta patrolowało 100 grup złożonych z dwóch milicjantów oraz od sześciu do ośmiu pracowników miejscowych zakładów metalurgicznych. Wieczorem 16 maja 2014 rebelianci zaatakowali budynek sztabu Gwardii Narodowej. Stacjonujący tam żołnierze nie stawiali zaciętego oporu. Po początkowej wymianie ognia, przystąpiono do dwugodzinnych rokowań, w wyniku których gwardziści opuścili siedzibę.

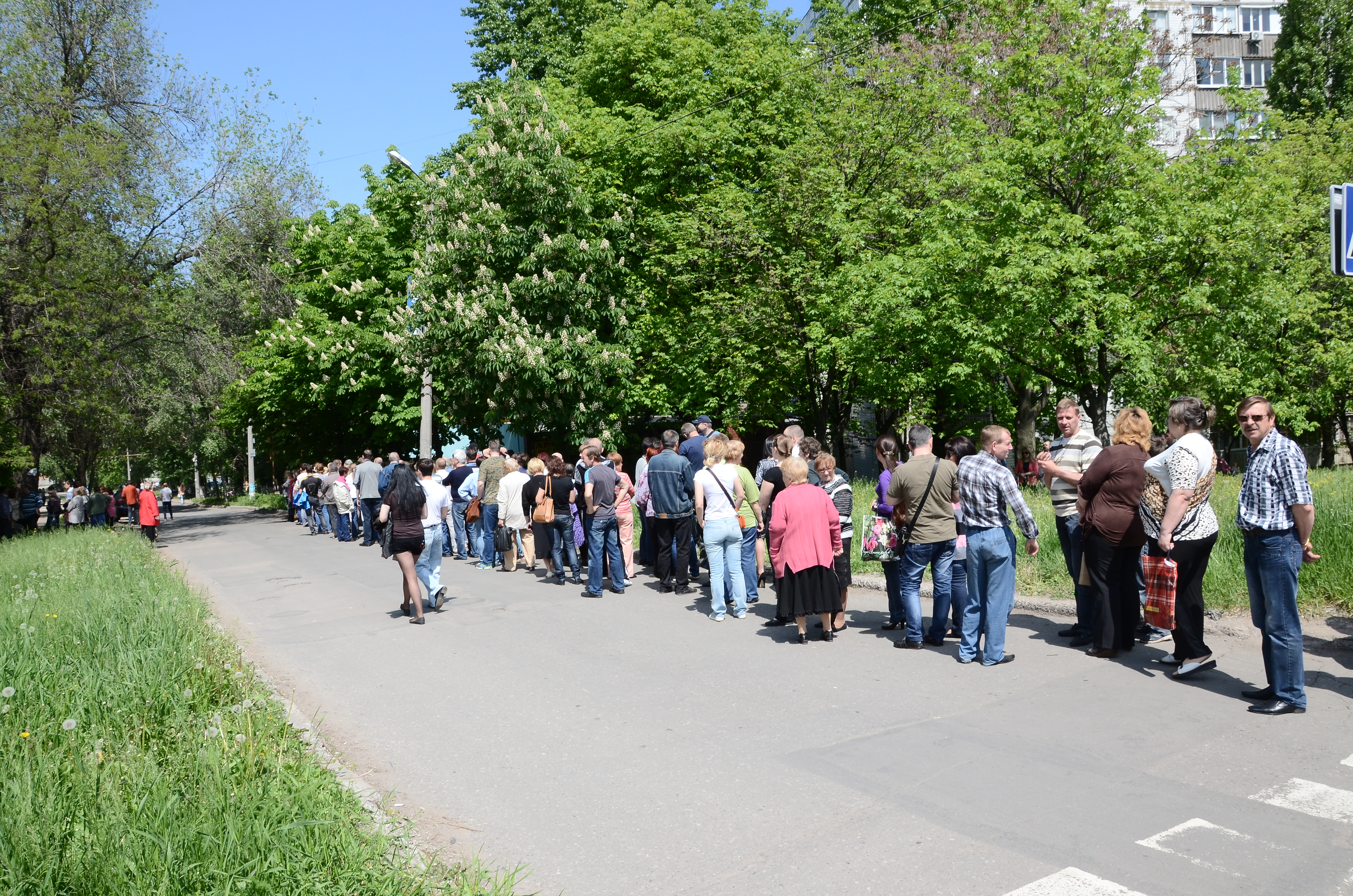
Kolejka do lokalu wyborczego w Doniecku 11 maja 2014

11 maja 2014 separatyści przeprowadzili referendum niepodległościowego po którym w Ługańsku odczytano akt niepodległości Ługańskiej Republiki Ludowej. Według organizatorów niepodległość w plebiscytach poparło: w obwodzie donieckim – 89,07% głosujących i w obwodzie ługańskim 96,2% głosujących.
22 maja 2014 o godz. 4:00 EET, rebelianci poruszający się miniwanami, podjechali pod posterunek wojskowy pod Wołnowachą, leżącą między Donieckiem a Mariupolem. Napastnicy, liczący ponad setkę ludzi, otworzyli zmasowany ogień z broni strzeleckiej, ręcznych granatników przeciwczołgowych i moździerzy, do przebywających na posterunku rezerwistów z 51. Brygady Zmechanizowanej. W trakcie ostrzału jeden z pocisków trafił w pojazd wojskowy, który znajdował się na posterunku, co doprowadziło do wybuchu. Spłonęło także kilka innych samochodów. Żołnierze odpowiedzieli ogniem, jednak ponieśli ciężkie straty. Mianowicie w zasadzce separatystów śmierć poniosło 16 żołnierzy rezerwy, a 32 zostało rannych. Pomoc dla atakowanych żołnierzy przybyła o godz. 6:30 EET. Wśród zabitych był dowódca załogi.
24 maja 2014 w donieckim hotelu „Szachtar Płaza”, podczas zjazdu partii Noworosja, za drzwiami zamkniętymi powołano Federacyjną Republikę Noworosji. Dokument o zjednoczeniu Donieckiej Republiki Ludowej oraz Ługańskiej Republiki Ludowej, sygnowali ich przedstawiciele. Ogłoszono, że stolicą samozwańczego państwa zostanie Donieck. Samozwańczym prezydentem Noworosji ogłoszono Walerego Kaurowa. Oficjalnym językiem został język rosyjski, z kolei religią „państwową” – Rosyjski Kościół Prawosławny. Zapowiedziano nacjonalizację lokalnego przemysłu Donbasu. Jednak faktycznie proklamowanie Federacyjnej Republiki Noworosji nie jest jasne, gdyż lider Ługańskiej Republiki Ludowej, Walerij Bołotow powiedział, że obie republiki funkcjonowały oddzielnie.
Deklaracje powołania konfederacji odczytano dzień przed wyborami prezydenckimi, które wygrał Petro Poroszenko. Prezydent elekt zapowiedział, że jego priorytetem jest integracja europejska, przyśpieszenie „operacji antyterrorystycznej” oraz dialog z Rosją. Dodał, że nie uznawał aneksji Krymu, chciał też usprawnić działania wojska tak, by rozbić separatystów w przeciągu „kilku godzin”. Zażyczył sobie również od areny międzynarodowej nowych gwarancji bezpieczeństwa. Dodał również, że na wschodniej Ukrainie panuje „stan wojny”.

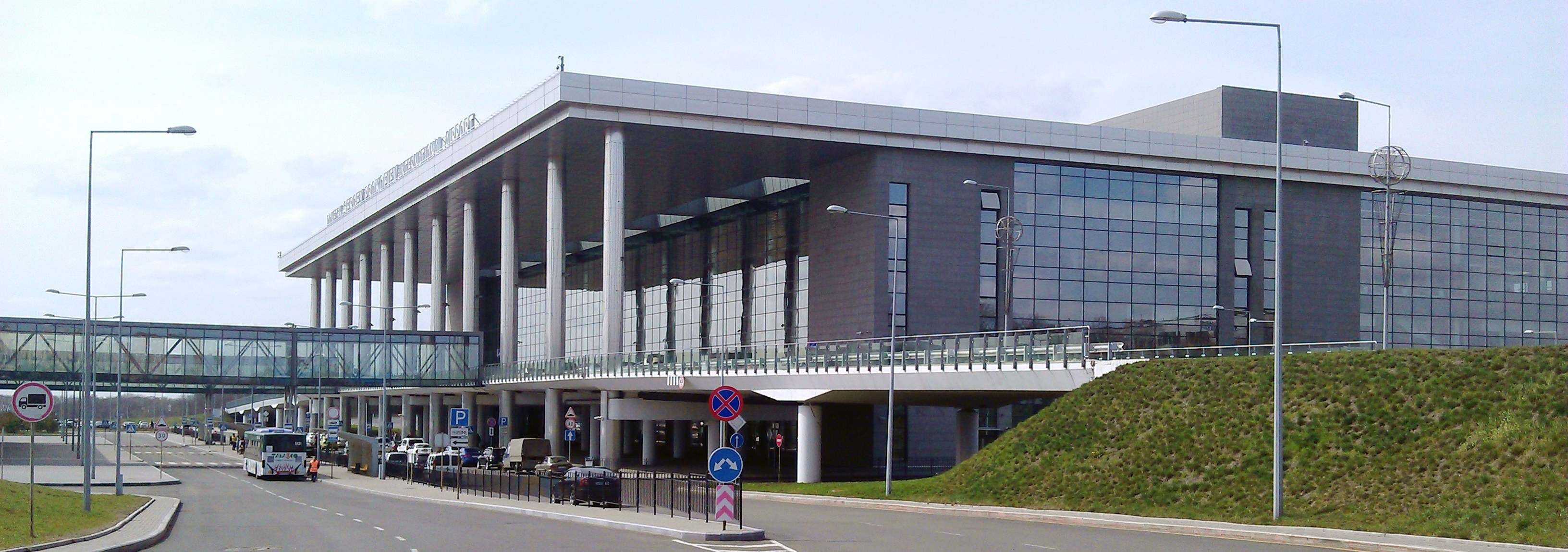
Port lotniczy Donieck stał się areną najbardziej krwawych starć operacji „antyterrorystycznej”

26 maja 2014 siły bezpieczeństwa zaatakowały lotnisko donieckie, zajęte rankiem przez 200 bojowników. Wcześniej milicja zablokowała drogi dojazdowe. Operacja rozpoczęła się z powietrza od uderzenia lotnictwa i desantu ze śmigłowców Mi-24. W pobliżu dworca kolejowego zginęło dwoje cywilów. Dworzec został ewakuowany i zamknięty. Jego działanie wznowiono dwa dni później. Tymczasem podczas bombardowania lotniska według ukraińskich źródeł poległo ponad 100 separatystów. Sami przyznali się do ponad 50 zabitych. Walki zakończyły się odbiciem portu lotniczego. Kierownictwo operacji „antyterrorystycznej”, zaproponowało rebeliantom w Doniecku złożenie broni, zagrażając zmasowanym atakiem, takim jaki podjęto na lotnisko i prowadzeniem walk do wyeliminowania ostatniego bojownika.
26 maja 2014 podczas ciężkich walk w Słowiańsku uprowadzono kolejnych czterech obserwatorów OBWE. Wśród nich byli obywatele Szwajcarii, Estonii, Turcji i Danii. Ponadto kolejna grupa obserwatorów zaginęła 29 maja 2014 w punkcie kontrolnym w Siewierodoniecku, około 100 km na północ od Ługańska. Dzień później pracownicy OBWE spod Ługańska zostali zwolnieni. Pierwsza grupa obserwatorów w składzie z Duńczykiem, Turkiem, Szwajcarem i Estończykiem, została ostatecznie uwolniona po miesiącu – w nocy z 26 na 27 czerwca 2014. Ostatnia grupa obserwatorów została puszczona wolno 28 czerwca 2014.
W nocy z 29 na 30 maja 2014 ukraińska straż graniczna zatrzymała dwie ciężarówki z bronią, które próbowały wjechać na Ukrainę od strony Rosji w rejonie stanyczno-łuhanskim. 2 czerwca 2014 400 uzbrojonych bojowników rozpoczęło szturm na jednostkę Państwowej Straży Granicznej Ukrainy (PSGU) w Ługańsku. W trakcie bitwy pogranicznicy zostali wsparci przez lotnictwo i siły specjalne ukraińskiego wojska. Rebelianci otoczyli bazę i oczekiwali na kapitulację ukraińskiej załogi, co miało miejsce 4 czerwca 2014. 10 czerwca 2014 separatyści zajęli graniczną Dmytriwkę. 12 czerwca 2014 trzy czołgi, pojazdy opancerzone BM-21 oraz wyrzutnie kompleksowe Grad przekroczyły granicę Federacji Rosyjskiej z Ukrainą i ruszyły na Gorłówkę. Według ukraińskich władz był to jawny dowód na agresję Rosji na Ukrainę.
19 czerwca 2014 wybuchła pancerna bitwa pod Krasnym Łymanem w wioskach Jampil i Kirowśke na północy obwodu donieckiego. Armia, która straciła siedmiu żołnierzy używała samobieżnych haubic i moździerzy, czołgów, transporterów opancerzonych, samolotów bojowych i śmigłowców. Jeden samolot szturmowy Su-25 został zestrzelony przez bojowników, którzy dysponowali także pojazdami pancernymi. Celem zaciętych walk było „zaciśnięcie okrążenia” wokół silnego zgrupowania separatystów rozlokowanych w mieście i okolicach. Rebelianci, którzy postali zacięty opór, uderzając z zasadzek, zostali pokonani, a miejscowe wioski przeszyły w ręce sił bezpieczeństwa. Według rzecznika „operacji antyterrorystycznej” Władysława Sełezniowa zginęło ok. 200 prorosyjskich bojowników.
W nocy z 13 na 14 czerwca 2014 o godz. 0:51 EET prorosyjscy separatyści zestrzelili samolot ukraińskiego wojska Ił-76. Został ostrzelany rakietami przeciwlotniczymi typu Igła lub Strzała-2 i z broni maszynowej dużego kalibru. Maszyna podchodziła do lądowania na lotnisku w Ługańsku. Zginęło 49 osób – 40 żołnierzy wojsk powietrznodesantowych i dziewięciu członków załogi. Samolot transportował broń, amunicję i wojskowe zaopatrzenie. Była to największa jednorazowa strata ukraińskich sił. Ukraiński prezydent zapowiedział „stosowną odpowiedź” w związku z atakiem. Na dzień 15 czerwca 2014 na Ukrainie ustalono żałobę narodową. Prezydent Ukrainy Petro Poroszenko zwołał na 16 czerwca 2014 posiedzenie Rady Bezpieczeństwa Narodowego i Obrony, której celem było omówienie przeprowadzenia kroków na rzecz przywrócenia pokoju w Donbasie na wschodzie kraju. Na posiedzeniu RBNiO Poroszenko zapowiedział, że przedstawi zarys swojego planu pokojowego, który opierałby się na jednostronnym zawieszeniu broni.
20 czerwca 2014 Petro Poroszenko przedstawił 15 kroków politycznych mających na celu znalezienie politycznego rozstrzygnięcia konfliktu ukraińskiego. Jego plan pokojowy opierał się o krótkie jednostronne zawieszenie broni, w czasie którego separatyści mieliby się rozbroić i opuścić okupowane ziemie i budynki administracji państwowej. Prezydent zapowiedział amnestię dla tych, którzy złożą broń, a nie dopuścili się ciężkich przestępstw. Padła propozycja utworzenia 10-kilometrowej zdemilitaryzowanej strefy buforowej oraz korytarza, którym rosyjscy najemnicy będą mogli opuścić bez broni terytorium Ukrainy. Plan wzywał również do przeprowadzenia przedterminowych wyborów parlamentarnych i lokalnych. Prezydent chciał również zrezygnować ze swoich prerogatyw w zakresie mianowania gubernatorów. Petro Poroszenko poinformował, że od dnia ogłoszenia planu o godz. 22:00 EET do 27 czerwca 2014 siły rządowe prowadzące na wschodzie kraju operację przeciwko prorosyjskim separatystom przerywają działania bojowe, by umożliwić nielegalnym grupom złożenie broni. W dniu wygaśnięcia rozejmu, Petro Poroszenko, który podpisał w Brukseli drugą część umowy stowarzyszeniowej z Unią Europejską, podjął decyzje o przedłużeniu rozejmu o 72 godziny do 30 czerwca 2014.
Pomimo przedłużenia zawieszenia broni pod Słowiańskiem nadal trwały zacięte walki o pozycje. Fikcyjne zawieszenie broni wygasło 30 czerwca 2014 o godz. 22:00 EET. Prezydent Ukrainy go nie przedłużył, wydając jednocześnie rozkaz do kontynuowania „operacji antyterrorystycznej”. Po wygaśnięciu rozejmu, wojsko rządowe podjęło kolejną fazę operacji mającą na celu spacyfikować separatystów. Lipcowa faza działań sił zbrojnych była realizowana według planu „B”, tzw. „operacji antyterrorystycznej”. Tereny kontrolowane przez DRL i ŁRL były w sposób zmasowany atakowane z użyciem ciężkiej artylerii, lotnictwa oraz opancerzonego sprzętu bojowego. Po prowadzeniu dwutorowej „antyterrorystycznej operacji”, polegającym na intensywnym ostrzale artyleryjskim i powietrznym podmiejskich osiedli mieszkaniowych oraz oczyszczeniu sobie w ten sposób przedpola i prowadzenia bezpośrednich walk, których celem było odbijanie dużych miast, 5 lipca 2014 ukraińska armia pod dowództwem Wasyla Krutowa opanowała Słowiańsk i Kramatorsk. Ponadto 6 lipca 2014 padł Artiomowsk, Konstantynówka i Drużkiwka, leżące w jednej linii na południe od Słowiańska. Do opuszczonych miast weszli wojskowi, którzy rozwiesili na budynkach administracji państwowej ukraińskie flagi.
Po zajęciu Słowiańska i Kramatorska, Donieck nie został wzięty z marszu, gdyż rebelianci wysadzili trzy strategiczne mosty prowadzące do miasta. Intensywne walki toczono na donieckim lotnisku, gdzie siły ukraińskie broniły się w okrążeniu. Niemniej ukraińska artyleria ostrzeliwała dzielnice Doniecka Kolejna kulminacja walk lądowych w Doniecku nastąpiła 21 lipca 2014. Tego samego dnia siły ATO zdołały zamknąć pierścień okrążenia wokół Doniecka i Gorłówki. 1 sierpnia 2014 wojsko ukraińskie wyprowadziło atak na południowo-zachodnie przedmieścia Doniecka. Szturm został powstrzymany na wysokości Karliwki, jednak oddziały ukraińskie zajęły punkt kontrolny w wiosce Marinka, leżącej na zachód od Doniecka. Wojsko weszło również do dzielnicy Krasnogorówka. W kolejnych dniach ponownie toczoną bitwę u zachodnich bram Doniecka w Marince, jednak 7 sierpnia 2014 Igor Striełkow zarządził odwrót do dzielnicy Pietrowskiej. Siły ukraińskie nacierały również z północnego zachodu od dzielnicy Piaski. Oprócz taktycznego sukcesu w Marince siły ATO przecięły trasę z Doniecka do Gorłówki, zajmując miejscowość Pantelejmonowce.
17 lipca 2014 w strefie powietrznej konfliktu, w rejonie miejscowości Hrabowe pod Torezem, ok. godz 16:20 EET doszło do aktu zestrzelenia cywilnego samolotu pasażerskiego Malaysia Airlines 17 z 298 osobami na pokładzie. Przedstawiciele rebeliantów najpierw przyznali się do zestrzelenia samolotu, lecz później wycofali się, oskarżając wojsko ukraińskie. Natomiast przedstawiciele rządu ukraińskiego wskazali na działania separatystów. Katastrofy nikt nie przeżył. Około godziny 16:20 EET samolot zniknął z radarów. Samolot znajdował się wówczas na wysokości 10 km, 50 km przed wejściem w rosyjską przestrzeń powietrzną. Rozbił się w okolicach miast Szachtarśk i Torez. Maszyna pasażerska została strącona prawdopodobnie za pomocą rakietowego systemu przeciwlotniczego Buk, którego wyrzutnia została przewieziona na teren kontrolowany przez separatystów kilka dni wcześniej.

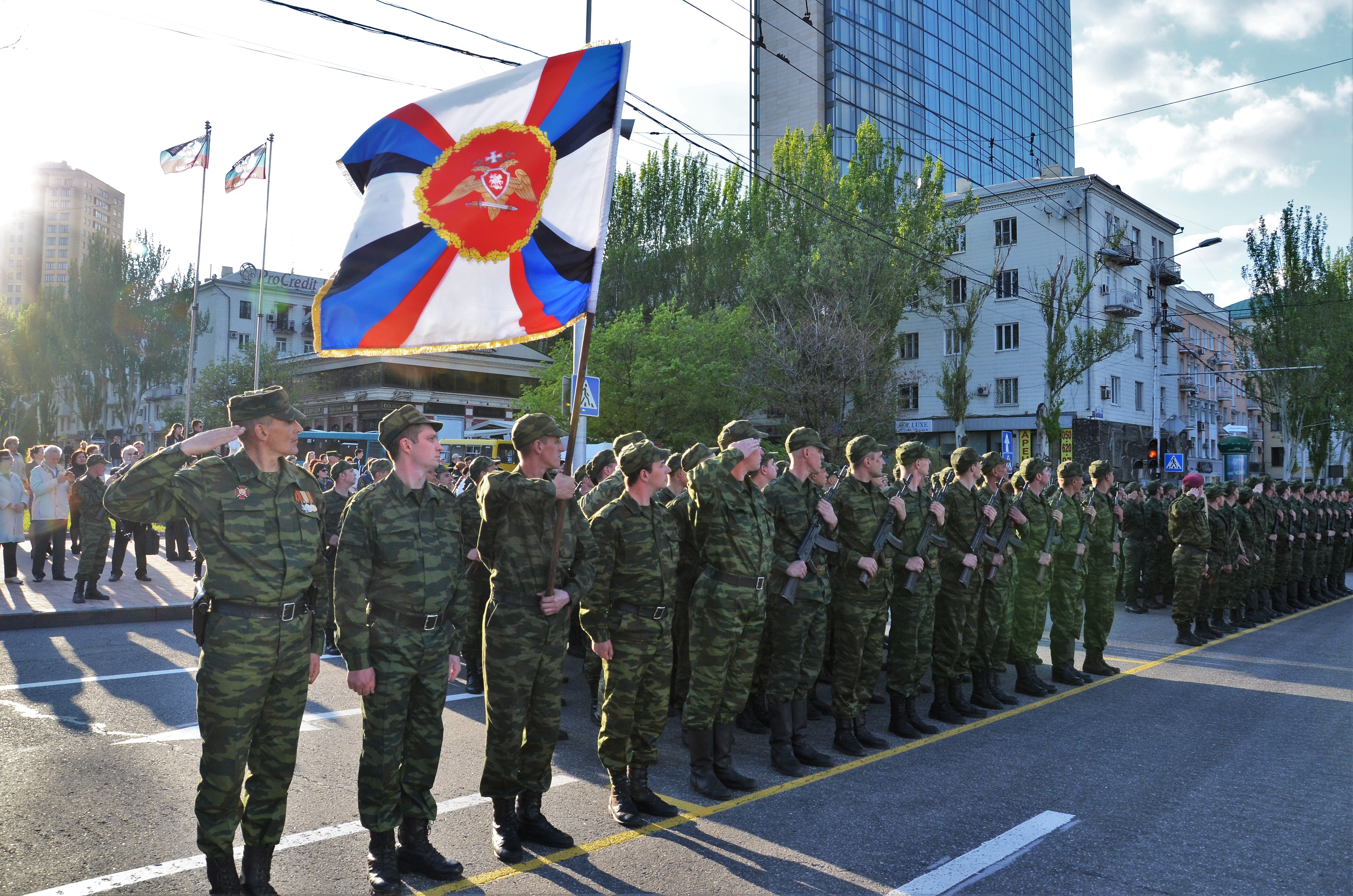
Defilada oddziałów separatystycznych w Doniecku

Po strąceniu pasażerskiego Boeinga 777 ukraińskie siły zbrojne prowadziły intensywne działania militarne, polegające w dużej mierze ostrzale artyleryjskim, rakietowym i przy pomocy lotnictwa pozycji zajmowanych przez rebeliantów. 11 lipca 2014 rebelianci ostrzelali przy pomocy systemów rakietowych Grad w pobliżu wsi Zełenopilla, pod miastem Roweńky w obwodzie ługańskim, kolumnę jednostek 24. Brygady Zmechanizowanej ukraińskiej armii. Podczas ataku zginęło 19 ukraińskich żołnierzy, a 93 zostało rannych. Zniszczenie 24. Brygady Zmechanizowanej pod Zełenopillą doprowadziło do okrążenia ukraińskich sił uczestniczących w operacjach przygranicznych na linii Torez–Sawur-mohyła–Maryniwka–Izwaryne (tzw. kocioł dołżański). W rejonie przebywało około 4 tys. żołnierzy. Mimo tego siły te odbiły przejście graniczne w Izwaryne. Ostatnie zgrupowania z 79. Brygady Powietrznodesantowej, liczące ok. tysiące żołnierzy, blokowanych w kotle dołżańskim od 22 dni, wydostały się z okrążenia 7 sierpnia 2014 i połączyły się z batalionem nacierającym na Krasnyj Łucz. Tego samego dnia oddział ATO z Djakowa przypuścił atak na wzgórze Sawur-mohyła. Wojskowi stracili tam helikopter służby medycznej, Mi-8.

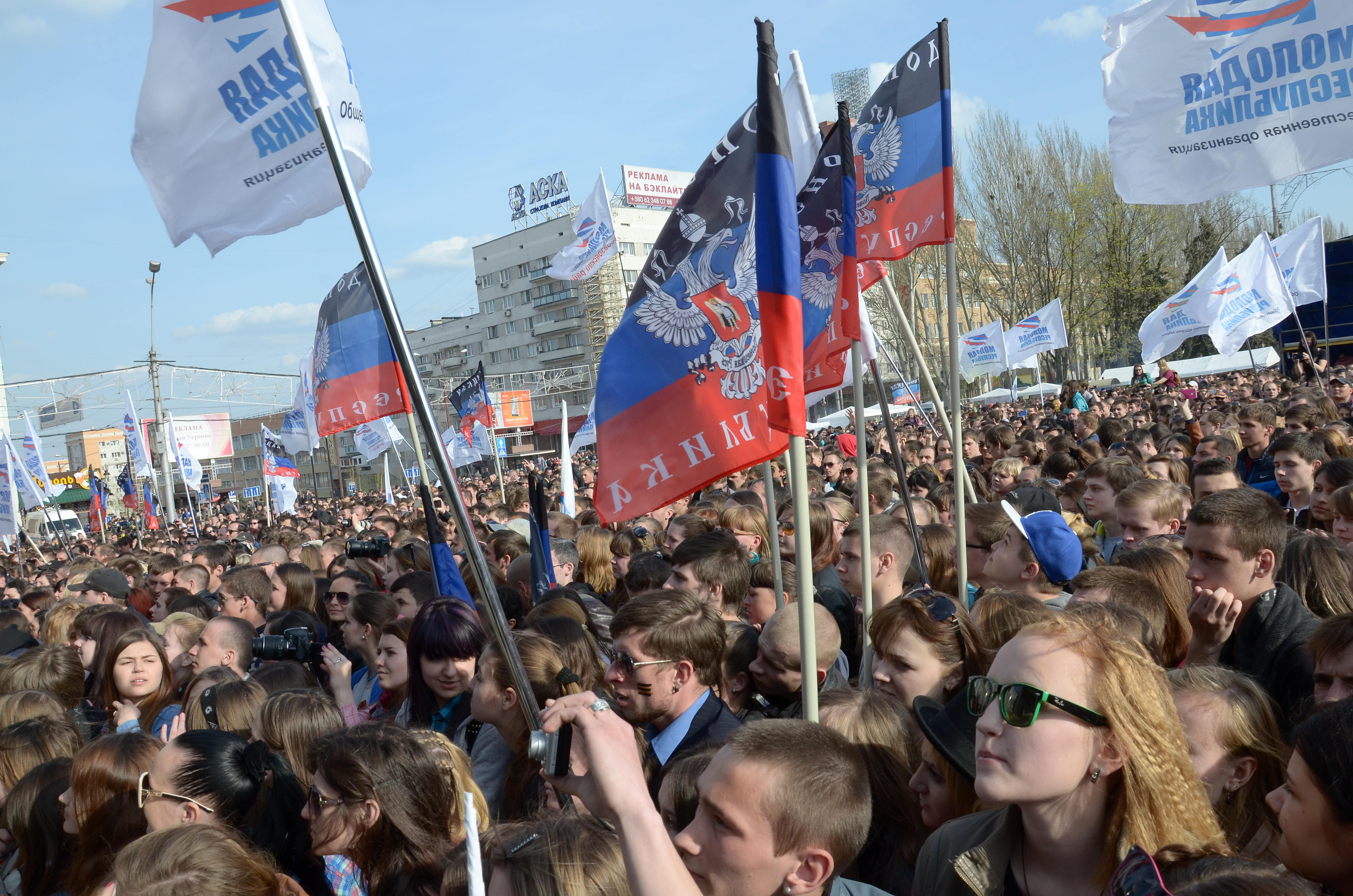
Wiec separatystów w Doniecku z okazji Międzynarodowego Dnia Solidarności Młodzieży, 24 kwietnia 2015

16 lipca 2014 Igor Striełkow wydał rozkaz ataku na okrążone wojsko we wsi Maryniwka leżącej około 10 km na północ od granicy ukraińsko-rosyjskiej. Efektem taktycznego zwycięstwa separatystów w Maryniwce było rozbicie otoczonych pod Ługańskiem żołnierzy na trzy części i zamknięcie ich w kotle dołżańskim. Pod koniec lipca 2014 walki trwały w trójkącie miast Rubiżne–Siewierodonieck–Lisiczańsk, gdzie okrężni zostali rebelianci. W rejonie Lisiczańska siły ATO próbowały zamknąć bojowników Armii Południowo-Wschodniej pod dowództwem Aleksieja Mozgowoja w kotle. 21 lipca 2014 wojsko przejęło kontrolę nad Rubiżnem Następnego dnia opanowały 100-tysięczny Siewierodonieck. W trakcie bitwy o Siewierodonieck poległo co najmniej 13 ukraińskich wojskowych. Równolegle trwały starcia w Lisiczańsku, skąd większość bojowników ewakuowała się do 24 lipca 2014. Wówczas armia ukraińska na czele z Batalionem „Czernychów” ogłosiła wyzwolenie miasta i zakończenie walk w „kotle Lisiczańskim.
Po sukcesie pod Lisiczańskiem batalion ATO ruszył, 27 lipca 2014, na Szachtarsk i Torez. Torez padł dzień później. Wojsko ukraińskie prowadziło operacje również w pobliskim Pierwomajsku i Sniżnym. Wojsku udało się tymczasowo odbić także wzgórze Sawur-mohyła, jednak walki ze zmiennym szczęściem trwały tam nadal. Rejon Szachtarśka i Torezu to obszar gdzie doszło do katastrofy MH17. Nękane nieustannymi ostrzałami, ukraińskie wojsko 7 sierpnia 2014 wycofało się z Szachtarśka. Na początku sierpnia 2014 Rada Bezpieczeństwa Narodowego i Obrony informowała, że po lipcowej ofensywie wojsk rządowych, terytorium kontrolowane przez separatystów skurczyło się o 75%.

## Stanowisko Kijowa wobec separatyzmu
7 kwietnia 2014 lider partii politycznej UDAR, Witalij Kłyczko, wezwał do zamknięcia granicy z Rosją, aby uniemożliwić napływ „turystów politycznych”. Mieli być nimi opłacani przez Rosję bojówkarze, którzy brali udział w demonstracjach prorosyjskich i podburzaniu ludności na wschodzie Ukrainy. Kłyczko wyraził też oburzenie z powodu bezczynności milicji. Po proklamacji niepodległości przez Doniecką Republikę Ludową, p.o. prezydenta Ukrainy Ołeksandr Turczynow oznajmił, że Rosja rozgrywa na wschodzie kraju „scenariusz krymski”. Ogłosił powołanie sztabu kryzysowego i przygotowania do przeprowadzania „akcji antyterrorystycznych” wymierzonych przeciwko prorosyjskim separatystom, dążącym do oderwania wschodnich regionów kraju.
8 kwietnia 2014 minister energetyki Ukrainy Jurij Prodan wziął udział w Brukseli w spotkaniu poświęconym bezpieczeństwu dostaw gazu do Unii Europejskiej, na którym wyrażono obawy dotyczące tranzytu gazu przez Ukrainę. Tego samego dnia w parlamencie uchwalono kary za przejawy separatyzmu oraz dążenia do naruszenia integralności terytorialnej państwa. Kara za separatyzm została zwiększona z dotychczasowych maksymalnych trzech lat do od trzech do pięciu lat pozbawienia wolności. Zdrada państwa będzie karana pozbawieniem wolności na czas od 12 do 15 lat, z kolei dywersja od 10 do 12 lat pozbawienia wolności. W trakcie obrad parlamentu doszło do bójki między deputowanymi.

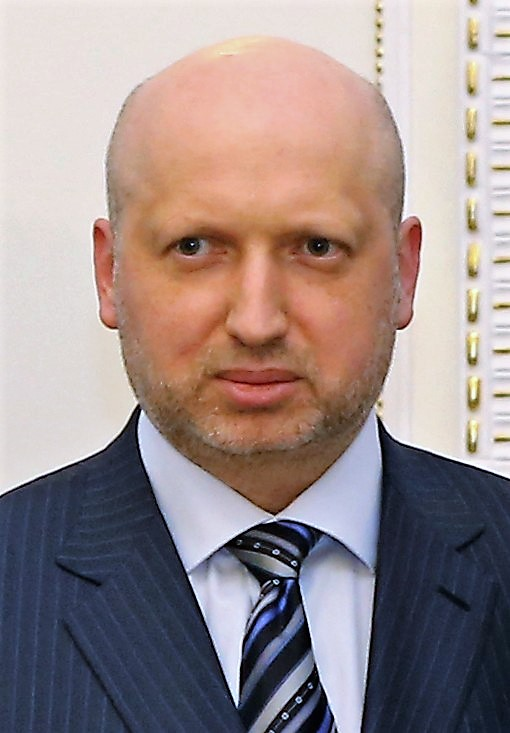
Ołeksandr Turczynow

10 kwietnia 2014 Ołeksandr Turczynow oświadczył, że separatyści okupujący budynki w Doniecku i Ługańsku poddając się mogą skorzystać z amnestii. Jednak trzy dni później pełniący obowiązki prezydenta ogłosił, że podjął decyzję o podjęciu „operacji antyterrorystycznej na pełną skalę” na wschodzie Ukrainy, z udziałem wojska. Turczynow ogłosił, że amnestia dla separatystów, którzy nie brali czynnego udziału w operacjach, mogli na podstawie dekretu o amnestii złożyć broń do 14 kwietnia 2014 do godz. 9:00 EET. Głowa państwa dodała, że Ukraina „nie pozwoli, aby Rosja powtórzyła krymski scenariusz na wschodzie kraju” oraz że Moskwa prowadzi wojnę na terytorium Ukrainy. W trakcie przemówienia zaapelował do rodaków o jedność narodową W reakcji na przemowę Turczynowa, Siergiej Ławrow nazwał decyzję o wszczęciu „operacji antyterrorystycznej” (ATO), „przestępczym rozkazem”.
14 kwietnia 2014 Szef Narodowego Banku Ukrainy Stepan Kubiw ogłosił, że Ukraina może płacić 386 dolarów za 1000 m³ rosyjskiego gazu. Gazprom żądał od Kijowa płacenia 485 dolarów za 1000 m³. Ołeksandr Turczynow na mocy dekretu zwolnił szefa Centrum Antyterrorystycznego przy SBU. Nowym szefem został Wasyl Krutow. Ponadto pełniący obowiązki prezydenta nie wykluczył przeprowadzenia ogólnonarodowoego referendum w sprawie federalizacji kraju przy okazji wyborów prezydenckich. Zaproponował również Ban Ki-moonowi włącznie sił ONZ do toczących się „operacji antyterrorystycznych”.

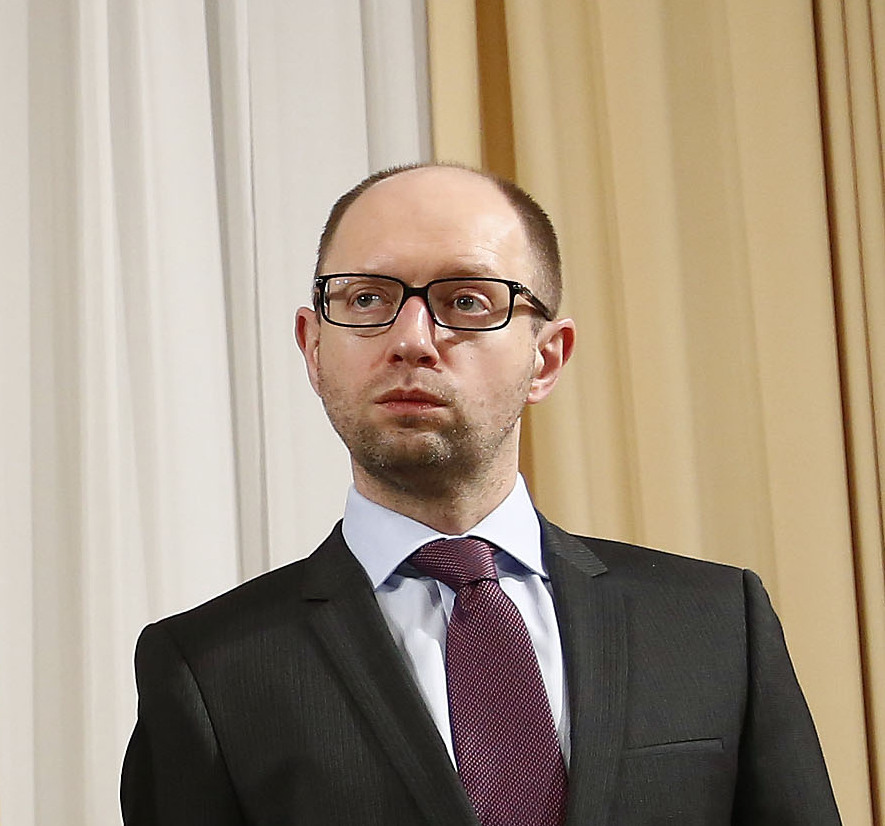
Premier Ukrainy, Arsenij Jaceniuk

16 kwietnia 2014, na posiedzeniu ukraińskiego rządu, premier Arsenij Jaceniuk powiedział, że Rosja eksportuje na terytorium Ukrainy terroryzm. „I okazuje się, że tylko jedno państwo na świecie – właśnie Rosja – nie widzi, że rosyjskie grupy dywersyjne dokonują aktów dywersji na terytorium Ukrainy” – powiedział Jaceniuk na posiedzeniu rządu w Kijowie. Dzień później wydano rozporządzenie ograniczające wjazd mężczyzn z Rosji w wieku 16–60 lat na terytorium Ukrainy. 18 kwietnia 2014 premier Jaceniuk zaoferował separatystom kolejną amnestię w zamian za rozbrojenie się i spełnienie tym samym ustaleń genewskich z dnia poprzedniego.
25 kwietnia 2014 Arsenij Jaceniuk oświadczył, że „agresywne działania Rosji wobec Ukrainy świadczą o tym, że Moskwa chce rozpętać trzecią wojnę światową”. Po szturmie na Ługańsk 29 kwietnia 2014, p.o. prezydenta Ołeksandr Turczynow zarzucił milicji „bezczynność i zdradę”. Zwrócił się do Arsena Awakowa o zdymisjonowanie szefów milicji w obwodach ługańskim i donieckim. 1 maja 2014 na Ukrainie ponowiono powszechny pobór do wojska wśród mężczyzn w wieku 18–25 lat. Dekret Turczynowa w tej sprawie związany był z zagrożeniem jedności terytorialnej i ingerencją Rosji w jej politykę wewnętrzną. Tego samego dnia Ukraina uznała rosyjskiego attaché wojskowego za „persona non grata”.
5 maja 2014 Ołeksandr Turczynow ogłosił, że Ukraina była w stanie wojny z Rosją. P.o. prezydenta dodał, że Rosji udało się zdestabilizować sytuację w obwodzie donieckim, jednak w charkowskim napotkała poważny opór. Turczynow przestrzegał przed kolejnymi prowokacjami w Odessie za pomocą naddniestrzańskich najemników. Dodał, że MSW ma duże problemy z milicją w obwodach donieckim i ługańskim, gdyż wielu funkcjonariuszy sympatyzowało z grupami separatystów. Referenda niepodległościowe w obwodzie ługańskim i donieckim, p.o. prezydenta nazwał farsą, grożąc jednocześnie organizatorom plebiscytu pociągnięcia do odpowiedzialności karnej.
14 maja 2014 w Kijowie odbył się okrągły stół jedności narodowej zainicjowany przez premiera i p.o. prezydenta. W rozmowach udział wzięli byli prezydenci Łeonid Krawczuk, Łeonid Kuczma, członkowie rządu Jaceniuka, przedstawiciele administracji obwodowej, deputowani oraz kandydaci na prezydenta, opozycjoniści, przedstawiciele organizacji religijnych, środowisk biznesowych, organizacji społecznych i międzynarodowych. Władza postulowała dialog z mieszkańcami wschodnio-południowej Ukrainy, z kolei przedstawiciele Partii Regionów apelowali o wyprowadzenie wojsk ze wschodnich obwodów. Podczas obrad ustalono datę kolejnego spotkania okrągłego stołu na 17 maja 2014 w Doniecku. Miejsce następnie zmieniono na Charków. Na tamtejszych obradach premier Jaceniuk zapewnił, że władze są gotowe do przeprowadzenia decentralizacji i wprowadzenia specjalnego statusu języka rosyjskiego. Szef rządu zaapelował o złożenie broni i zaoferował przyznanie takim osobom amnestii. Dodał, że jest za dialogiem, jednak władze „nie będą go prowadziły z terrorystami”. Trzeci okrągły stół odbył się w Mikołajowie 21 maja 2014.

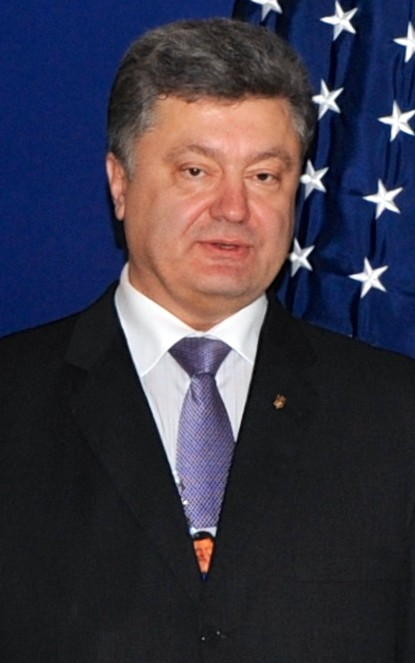
Petro Poroszenko

19 maja 2014 Arsenij Jaceniuk powiedział, że planowane wybory prezydenckie odbędą się we wszystkich krajowych obwodach i nic nie stanie na drodze, by to uniemożliwić. Jednak w Doniecku przewodniczącą komisji w jednym z okręgów wyborczych. Separatyści zajęli także lokalne wyborcze w stolicy obwodu i Kramatorsku. Łącznie w obwodzie donieckim i ługańskim zablokowano 18 komisji wyborczych. W obu obwodach powinny działać 34 okręgowe komisje wyborcze.
Zwycięzcą wyborów prezydenckich z 25 maja 2014, został oligarcha Petro Poroszenko. Zwyciężył w I turze, zdobywając 54,7% głosów. Właściciel przedsiębiorstwa produkującej słodycze – Roshen, pokonał m.in. Julię Tymoszenko, Ołeha Laszkę, Anatolija Hrycenkę i przedstawiciela Partii Regionów Serhija Tihipkę. Centralna Komisja Wyborcza uznała, że wybory prezydenckie były wolne i demokratyczne, mimo problemów z głosowaniem na wschodzie kraju. Otwarty i przejrzysty sposób przeprowadzenia głosowania podkreślił również Ołeksandr Turczynow. Również odsunięty od władzy Wiktor Janukowycz przebywający w Rosji oświadczył, że uszanuje wyniki wyborów.
1 czerwca 2014 ukraińska Prokuratura Generalna oświadczyła, że w wyniku działań Rosjan na Ukrainie śmierć poniosły 122 osoby, a rannych zostało niemal 200. rebelianci mieli wziąć również od początku konfliktu prawie 200 zakładników i więźniów. 3 czerwca 2014 Ołeksandr Turczynow polecił Radzie Bezpieczeństwa Narodowego i Obrony, by zajęła się kwestiami związanymi z wprowadzeniem w obwodach donieckim i ługańskim stanu wojennego. Dzień później wizytował wojska w Donbasie.
7 czerwca 2014 miała miejsce ceremonia zaprzysiężenia Petra Poroszenki na piątego prezydenta niepodległej Ukrainy. „Ukraińcy teraz najbardziej chcą pokoju. Ja nie chcę wojny, nie pragnę zemsty. Będę walczył o pokój” – mówił nowy prezydent. Poroszenko zadeklarował chęć dążenia do członkostwa w Unii Europejskiej i zapewniał, że Krym jest integralną częścią Ukrainy. Na ceremonii zaprzysiężenia Poroszenki obecny był m.in. prezydent Białorusi Alaksandr Łukaszenka, który wyraził opinie, że Krym jest częścią Ukrainy. Petro Poroszenko wezwał separatystów do złożenia broni, jednak ci odrzucili jego ofertę. 10 czerwca 2014 prezydent Ukrainy polecił utworzenie korytarza humanitarnego dla ludności cywilnej, która chce opuścić strefę „operacji antyterrorystycznej”.
20 czerwca 2014 Petro Poroszenko przedstawił 14 kroków politycznych mających na celu znalezienie politycznego rozstrzygnięcia konfliktu ukraińskiego. Jego plan pokojowy opierał się o tygodniowe zawieszenie broni, przedłużone następnie o trzy dni. 27 czerwca 2014, kiedy Poroszenko podjął decyzję o przedłużeniu rozejmu, przebywał w Brukseli, gdzie podpisał drugą część umowy stowarzyszeniowej z Unią Europejską dotyczącą handlu. Razem z Ukrainą uczyniły to również Mołdawia i Gruzja. Po wygaśnięciu rozejmu Poroszenko nie zdecydował się go przedłużyć.
14 lipca 2014 Petro Poroszenko oświadczył, że „potwierdzona została informacja, że rosyjscy oficerowie biorą udział w operacjach militarnych przeciwko siłom ukraińskim”. Z danych wojskowych wynikało, że na dzień 16 lipca 2014 na terenie donbaskiej rebelii operowało ok. 300 rosyjskich wojskowych. 22 lipca 2014 Rada Najwyższa przyjęła dekret Poroszenki o częściowej mobilizacji o kolejne 800 tys. osób. Dekret poparło 232 deputowanych w 450-osobowej Radzie Najwyższej Ukrainy. W trakcie dyskusji w parlamencie doszło do bójki między posłami partii Swoboda a przedstawicielami opozycyjnej Partii Regionów.
24 lipca 2014 Arsenij Jaceniuk ogłosił, że wraz ze swoim gabinetem podał się do dymisji. Powodem decyzji premiera był rozpad koalicji rządowej, powstałej po rewolucji Euromajdanu. Partie Udar, Swoboda i Batkiwszczyna ogłosiły, że najlepszym rozwiązaniem dla kraju będą przyśpieszone wybory parlamentarne. Obowiązki premiera miał objąć wicepremier Wołodymyr Hrojsman, jednak Rada Najwyższa 29 lipca 2014 nie przyjęła rezygnacji Jaceniuka. Jedynie 16 z 450 deputowanych głosowało za odwołaniem szefa rządu. 7 sierpnia 2014 Sekretarz Rady Bezpieczeństwa Narodowego i Obrony Ukrainy Andrij Parubij złożył podanie o dymisję. Prezydent kraju dymisję przyjął, a Parubij oświadczył, że nadal będzie „aktywnie wspierać” front walki.
25 sierpnia 2014 prezydent Petro Poroszenko wydał dekret o rozwiązaniu parlamentu, rozpisując przedterminowe wybory parlamentarne na 26 października 2014.
17 grudnia 2014 prezydent Ukrainy Petro Poroszenko podczas przemówienia wygłoszonego w polskim parlamencie ogłosił, iż jego kraj wróci do kursu skierowanego na integrację z NATO: „Dzisiaj niewątpliwym jest faktem ten fakt, że pozablokowość Ukrainy ogłoszono w roku 2010 nie zagwarantowała naszego bezpieczeństwa i nie zagwarantowała terytorialnej integralności, dlatego dzisiaj na tej sali, ja podjąłem decyzję o tym, iż kraj wróci do kursu skierowanego na integrację z przestrzenią bezpieczeństwa euroatlantyckiego. Ogłaszam o tym. W związku z tym po powrocie wniosek do Parlamentu Ukraińskiego złożę wniosek o zrzeczenie się statusu pozablokowego mojego państwa.”.